# BMW M5
El BMW M5 es una variante de alto rendimiento del BMW Serie 5 comercializado bajo la submarca BMW M. Es considerado un vehículo icónico en la categoría de sedán deportivo. La mayoría de los M5 se han producido en el estilo de carrocería sedán (berlina), pero en algunos países el M5 también estuvo disponible como vagón (familiar) de 1992 a 1995 y de 2006 a 2010. 
El primer modelo M5 fue construido a mano en 1985 sobre el chasis E28 535i con un motor modificado del M1 que lo convirtió en el sedán de producción más rápido de la época. modelos M5 se han producido para cada generación de la Serie 5 desde 1985.

## E28 M5 (1984–1988)
El primer M5, basado en el E28 Serie 5, hizo su debut en el Salón del automóvil de Ámsterdam en 1984.
Fue el producto de la demanda por un automóvil con la capacidad de carga de un sedán, pero con las prestaciones de un coche deportivo. Utiliza el chasis del 535i y una evolución del motor del BMW M1. Era fabricado manualmente por técnicos de Motorsport y fue lanzado como el sedán de producción más rápido del mundo.
Fue ofertado en cuatro versiones diferentes:
- LHD (Left Hand Drive) Euro Spec M5: 775 de octubre de 1984 a septiembre de 1987.
- RHD (Right Hand Drive) Spec M5: 187 de marzo de 1986 a octubre de 1987.
- NA (Norteamérica) Spec o también llamado 1988 M5: 1370 de septiembre de 1986 a noviembre de 1987.
- ZA (Sudáfrica) Spec M5: 96 ensamblados desde "kits" de marzo de 1987 a junio de 1988.[3]

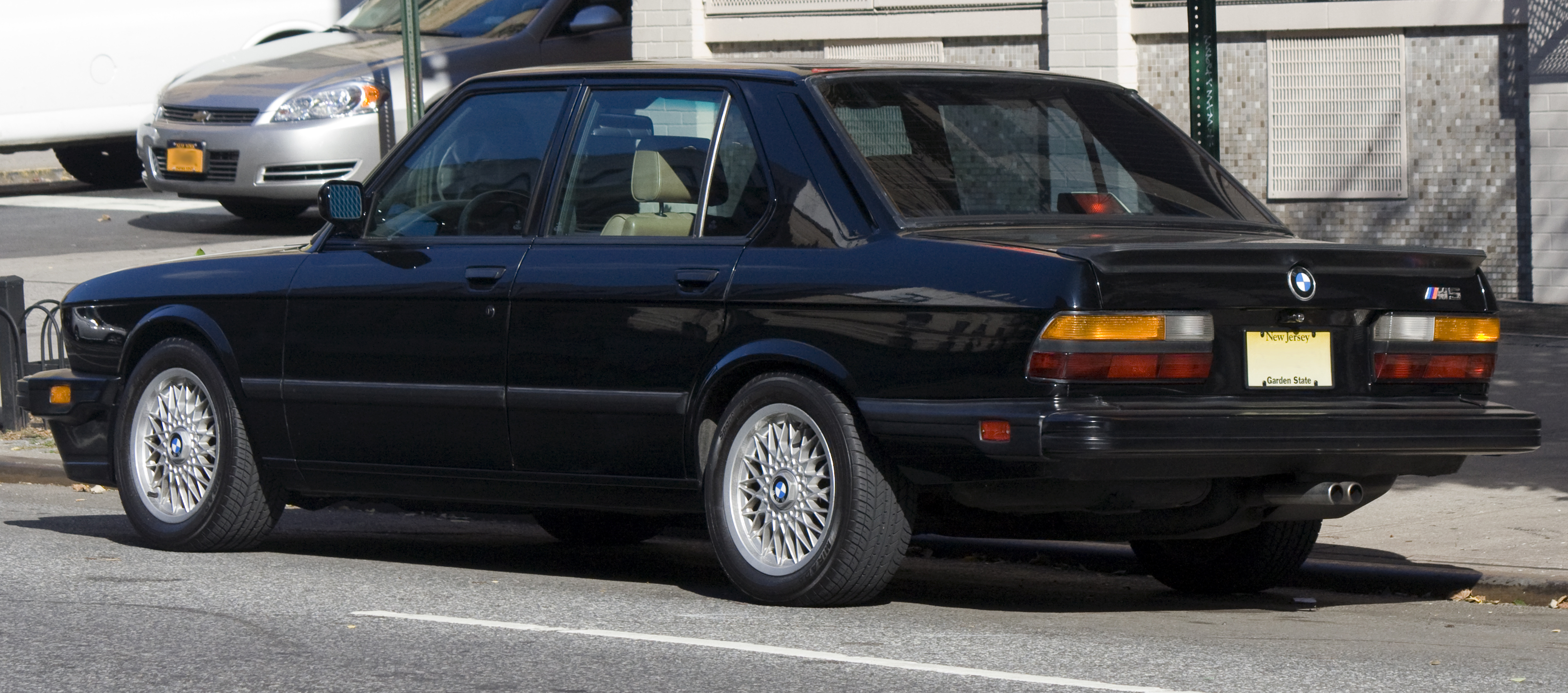
Vista trasera 3/4 del modelo para Estados Unidos.

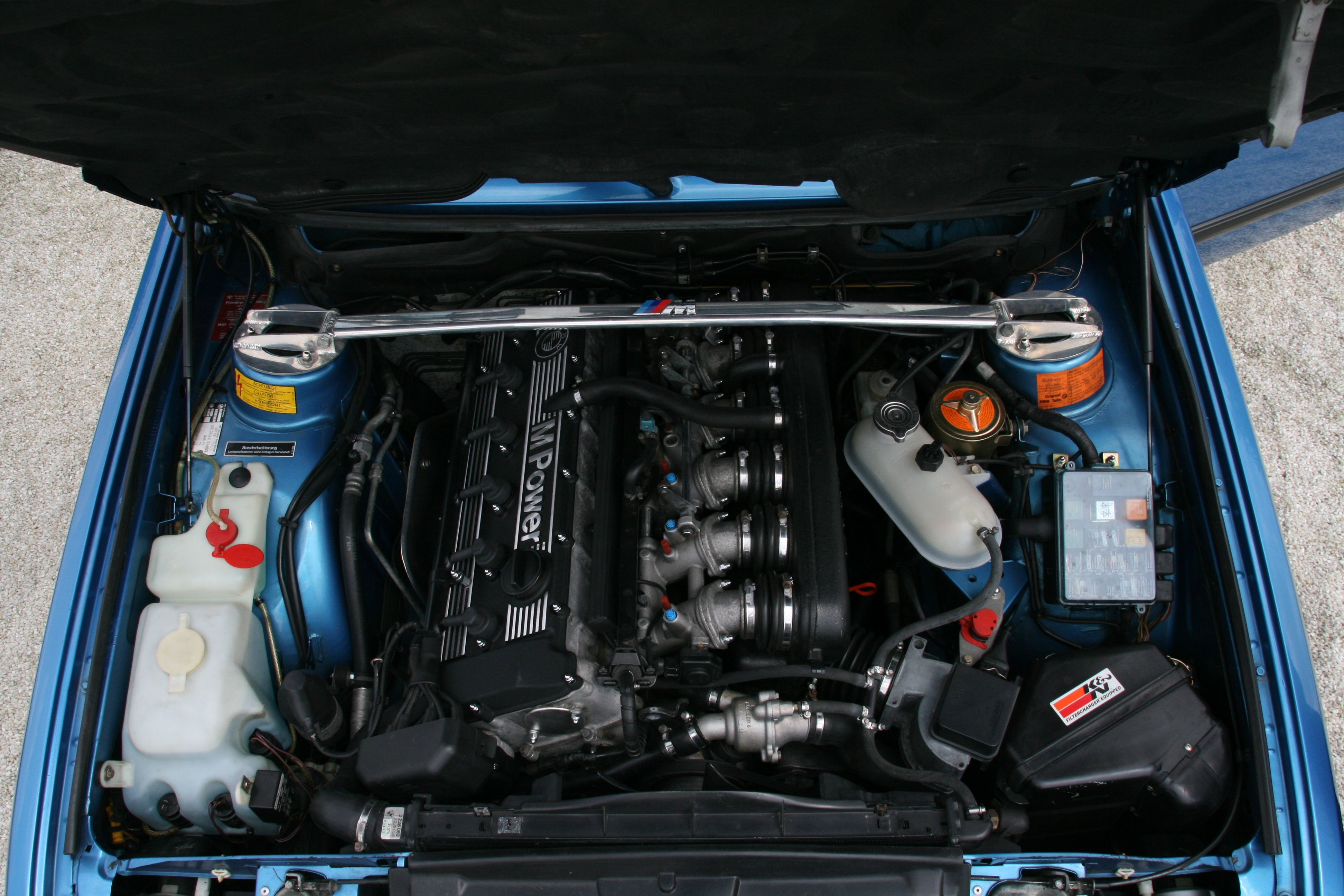
Motor M88/3.

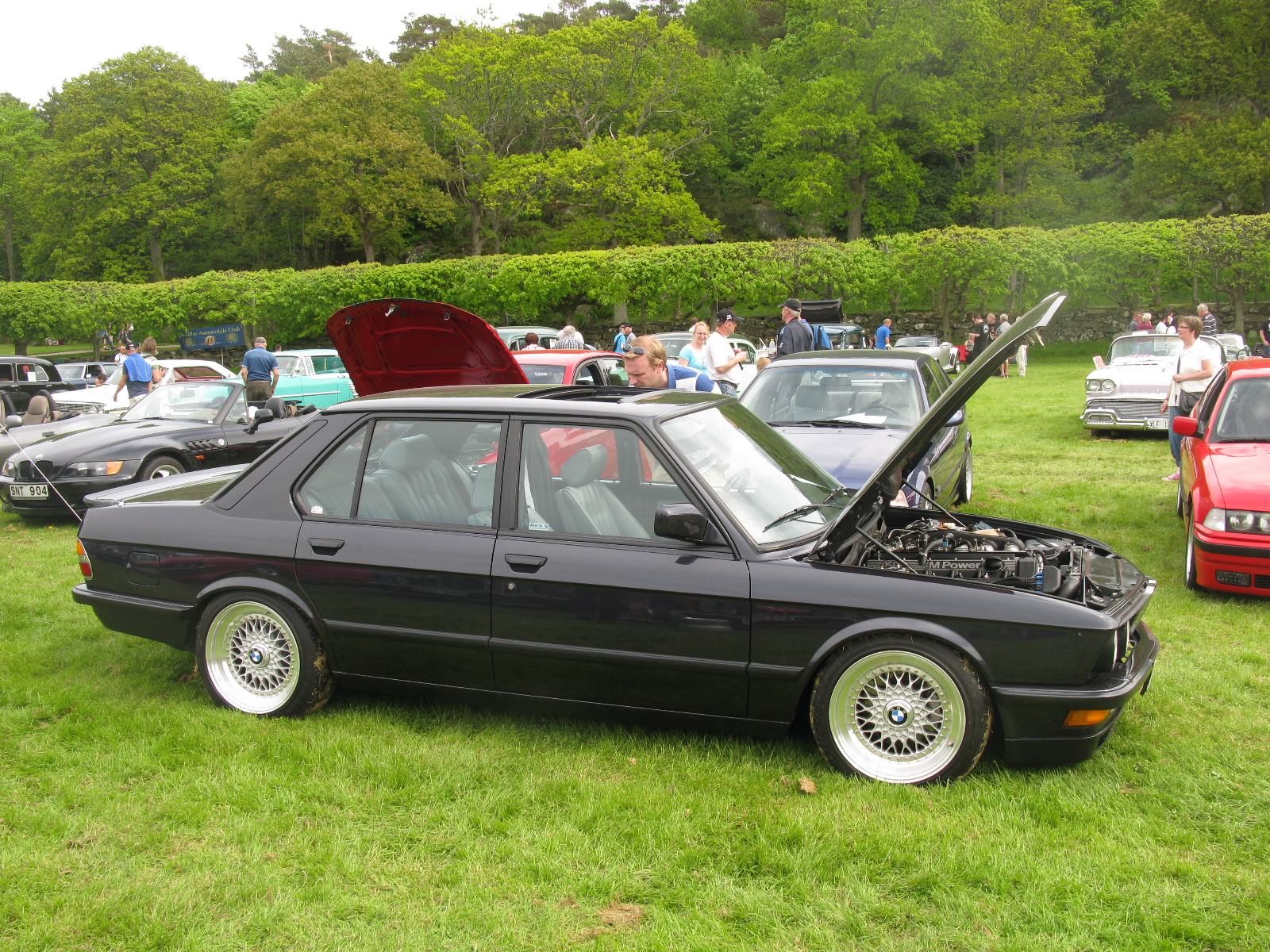
Vista lateral con el cofre abierto, en 2014.

El LHD, RHD Euro Spec M5 y el ZA spec M5 tenía un motor M88/3 que entregaba 286 CV (282 HP; 210 kW) (DIN), mientras que la versión de Norteamérica modelo 1988 estaba equipada con un convertidor catalítico que reducía la potencia de salida a 260 CV (256 HP; 191 kW) (DIN). Se importaron aproximadamente 1200 unidades hacia los Estados Unidos.
En 1979, BMW Motorsport GmbH ya había presentado el M535i, una versión especialmente deportiva del BMW Serie 5 y así continuó en 1984 con otro M535i basado en el sucesor del E12 (E28), antes de que llegara la primera generación del BMW M5 (el E28S) en otoño de ese mismo año.
Nació en 1984 y no lo hizo por casualidad, ya que la gente demandaba vehículos más poderosos a nivel de prestaciones y de dinámica de conducción, pero sin renunciar a la comodidad, a la practicidad o a la discreción, es decir, disfrutar de la conducción más precisa y más emocionante sin tener que comprar un superdeportivo de los años 1980, con todas las incomodidades que ello suponía.
Los compactos deportivos empezaron a surgir en esa época, pero lo más interesante llegó con las berlinas deportivas. Coches como el Lancia Thema 8.32 o el Lotus Omega, son buenos ejemplos. El modelo alemán fue uno de los pioneros, ya que se lanzó al mercado en 1985 y el éxito fue inmediato, a tal grado que la fórmula utilizada desde hace más de 33 años, sigue en plena vigencia.
Apenas estuvo tres años a la venta hasta 1987, ya que esta poderosa versión llegó ya al final de la vida útil del Serie 5 E28. Su fórmula del éxito era sencilla, tomando el chasis del 535i que ya tenía ciertos elementos dedicados a una conducción más dinámica y estimulante, por lo que solamente había que darle un extra de potencia.
No solamente era bueno a nivel de prestaciones o a nivel dinámico, sino también la imagen debía consolidarse como la versión más cara y exclusiva de la gama, con elementos más deportivos como unas llantas específicas, un sistema de escape propio o unos retrovisores más aerodinámicos. En el interior, asientos deportivos y ciertos detalles que recordaban al propietario que, pese a contar con cuatro puertas y cinco plazas, estaba a los mandos de un verdadero deportivo.
Siguiendo los pasos del M3 en 1984, BMW Motorsport GmbH decidió comercializar un Serie 5 con el sello M. En esta primera generación, era accionado por un motor de seis cilindros en línea de 3453 cm³ (3,5 litros) y una vez que el acelerador era accionado a fondo desde el reposo, podía hacer el 0 a 100 km/h (62 mph) en 6,5 segundos. Gracias a este desempeño, el E28S se convirtió en el sedán de producción en serie más rápido de esa época.
Alcanzaba una velocidad máxima de 245 km/h (152 mph) y triplicaba la potencia del Serie 5 menos potente, el 518i. En la publicidad del primer BMW M5 la marca alemana utilizaba la frase “Executive Express”, que todavía hoy podría aplicarse al BMW M5 actual, ya que mantiene la misma filosofía. Paralelamente nacía el M635CSi Coupé, que junto con el BMW M5 eran los primeros coches “asequibles” que montaban el motor del BMW M1.
Aunque hubo unos inicios en los que se llamó M535i, el primer integrante de la saga M5 llegó al mercado en 1984 con una estética en la que las llantas calzadas con neumáticos Michelin TRX, los de mejores prestaciones en su época y un sencillo kit (paquete) aerodinámico, lo diferenciaban del resto de la Serie 5 de BMW.
Bajo su discreta carrocería se ocultaba un completo trabajo artesanal llevado a cabo por el departamento de Motorsport en el que se instalaba el motor del M1 de culata multiválvulas de mariposa individuales con una gestión optimizada y algunos cambios en el sistema de refrigeración y lubricación. Las suspensiones se adaptaban al aumento de potencia y en el interior se añadían unos asientos deportivos con gran sujeción lateral y banqueta extensible, un volante deportivo de 3 radios forrado en cuero y un cambio Getrag con la característica primera hacia atrás, para dejar el resto de marchas que más se usan en el mismo carril (2-3, 4-5) y mejorar así su uso en conducción extrema.
El primer BMW M5 con sus apenas 1,4 toneladas, llegó al mercado como la berlina más rápida del mundo. Solamente los Mercedes-AMG Black Hammer, basados en los Mercedes W124, eran capaces de adelantarlo, pero por aquel entonces, AMG era un preparador proscrito al que Mercedes le había prohibido incorporar la estrella de 3 puntas en sus creaciones, de modo que no se consideraba un coche de producción estrictamente hablando. Tampoco debería considerarse así al primer BMW M5, pues era hecho a mano en un departamento especial, pero éste al menos sí tenía el visto bueno de la marca.
Es el cuarto trabajo de la firma alemana con relación al desarrollo de productos meramente deportivos, con antecesores como el M1, M3 y el motor 1,5 litros turbo que le permitió a Brabham y a Nelson Piquet hacerse del Campeonato de Fórmula 1 en 1983.
La decisión de construir un modelo de esta naturaleza representó un trabajo casi artesanal, ya que no fueron producidas más de 2500 unidades en su lapso de vida de 4 años.
Resultaba una simple superficialidad cuando se considera que su motor de seis cilindros en línea y la afinación de su suspensión le dieran la capacidad de expulsar más potencia que un Ferrari 328 y además, le aventajara dos segundos a cada vuelta en un circuito.
Es una de esas leyendas automotrices que ha definido un grupo completo de automóviles. Tiene todo el mérito de crear el concepto de noción de un sedán de tamaño mediano con tintes de un superdeportivo que rivaliza con el rendimiento de un auto del día a día.

### Especificaciones

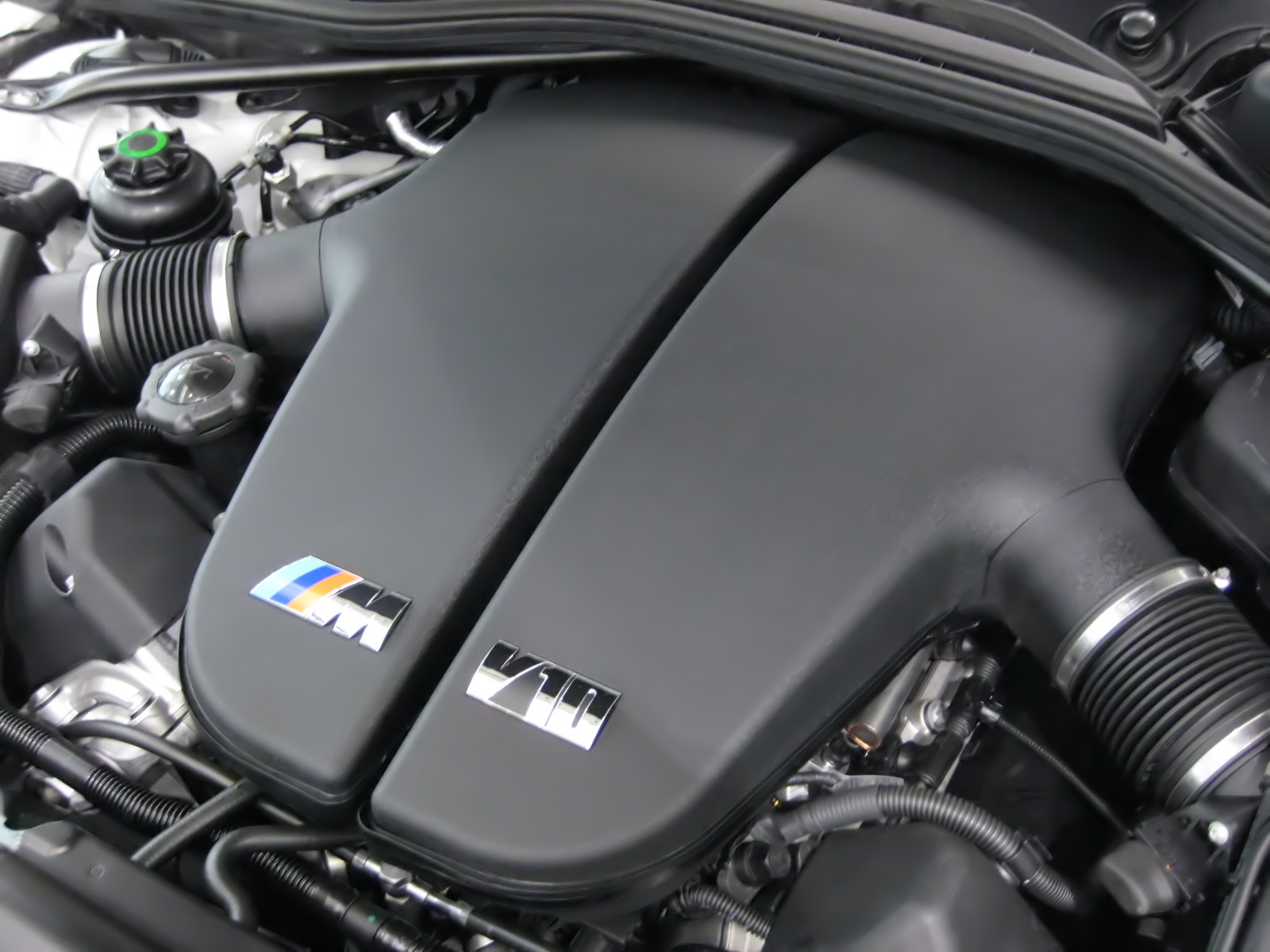
Motor V10 S85B50.

| Mercados:                             | Europa | Estados Unidos                                                                                                |
| ------------------------------------- | --- | --- |
| Código de motor                       | M88/3 | S38B35 |
| Distribución                          | Doble (DOHC) árbol de levas a la cabeza por cada bancada de cilindros y 4 válvulas por cilindro (24 en total) | Doble (DOHC) árbol de levas a la cabeza por cada bancada de cilindros y 4 válvulas por cilindro (24 en total) |
| Alimentación                          | Inyección de combustible Bosch Motronic, naturalmente aspirado                                                | Inyección de combustible Bosch Motronic, naturalmente aspirado                                                |
| Sistema de lubricación                | Cárter húmedo                                                                                                 | Cárter húmedo                                                                                                 |
| Capacidad del depósito de combustible | 70 litros (18,5 galAm)                                                                                        | 70 litros (18,5 galAm)                                                                                        |
| Diámetro x carrera                    | 93,4 x 84 mm (3,68 x 3,31 pulgadas)                                                                           | 93,4 x 84 mm (3,68 x 3,31 pulgadas)                                                                           |
| Relación de compresión                | 10,5:1 | 9,8:1 |
| Potencia máxima                       | 286 CV (282 HP; 210 kW) (DIN) a las 6500 rpm                                                                  | 260 CV (256 HP; 191 kW) (SAE) a las 6500 rpm                                                                  |
| Par máximo                            | 340 N·m (251 lb·pie) a las 4500 rpm                                                                           | 330 N·m (243 lb·pie) a las 4500 rpm                                                                           |
| Relaciones de la transmisión          | 1.ª: 3,51; 2.ª: 2,08; 3.ª: 1,35; 4.ª: 1,00; 5.ª: 0,81; Reversa: 3,71; Final: 3,73                             | 1.ª: 3,51; 2.ª: 2,08; 3.ª: 1,35; 4.ª: 1,00; 5.ª: 0,81; Reversa: 3,71; Final: 3,73                             |
| Aceleración de 0 a 100 km/h (62 mph)  | 6,5 segundos                                                                                                  | 6,9 segundos                                                                                                  |
| Velocidad máxima                      | 245 km/h (152 mph)                                                                                            | 238 km/h (148 mph)                                                                                            |

### Versiones especiales
Aunque BMW Motorsport no construyó ninguna versión especial del E28 M5, el preparador alemán Hartge produjo el Hartge H35S-24 basado en el E28 M5, con 330 CV (325 HP; 243 kW).

## E34 M5 (1988–1995)

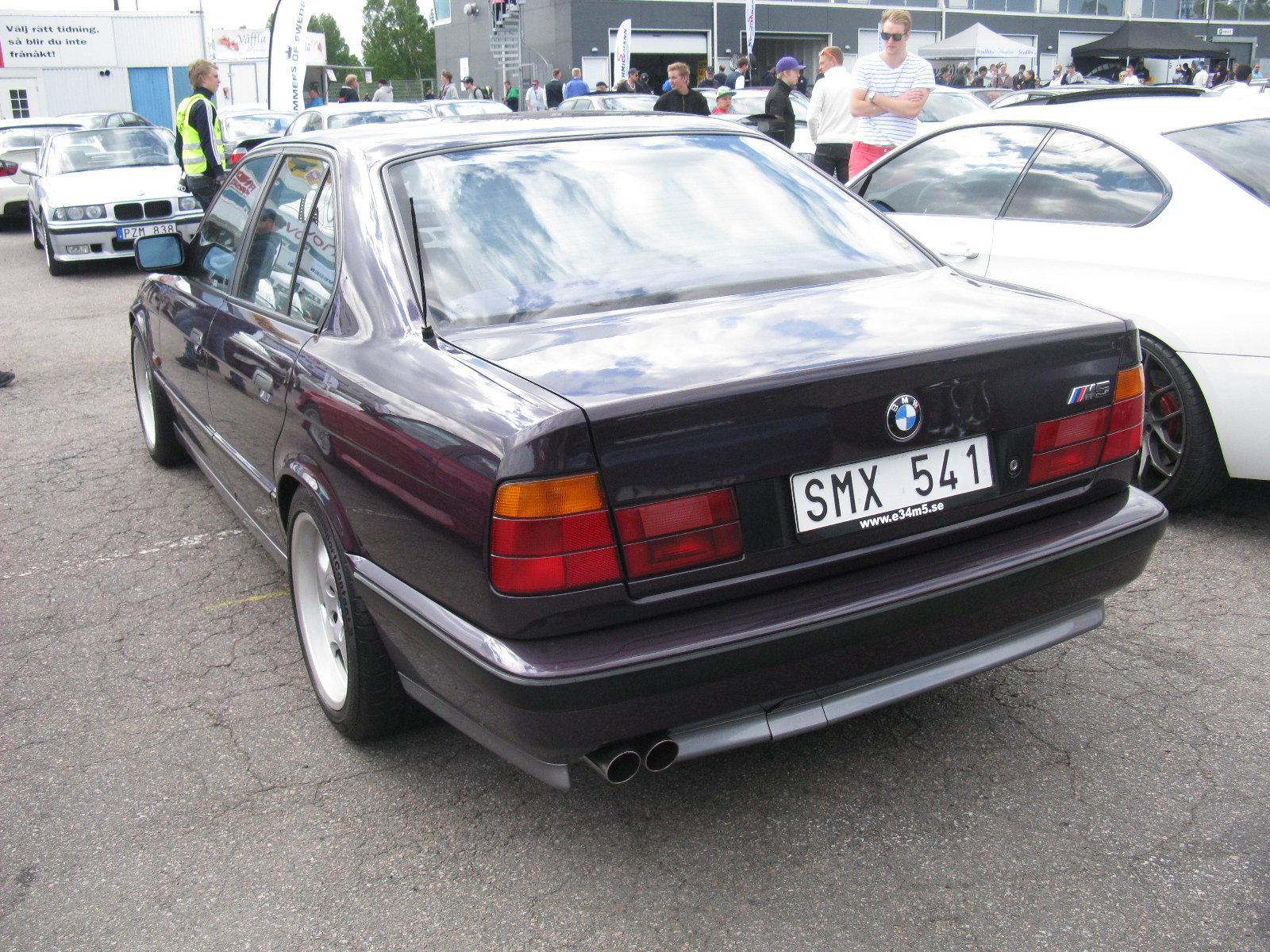
Vista trasera del sedán.

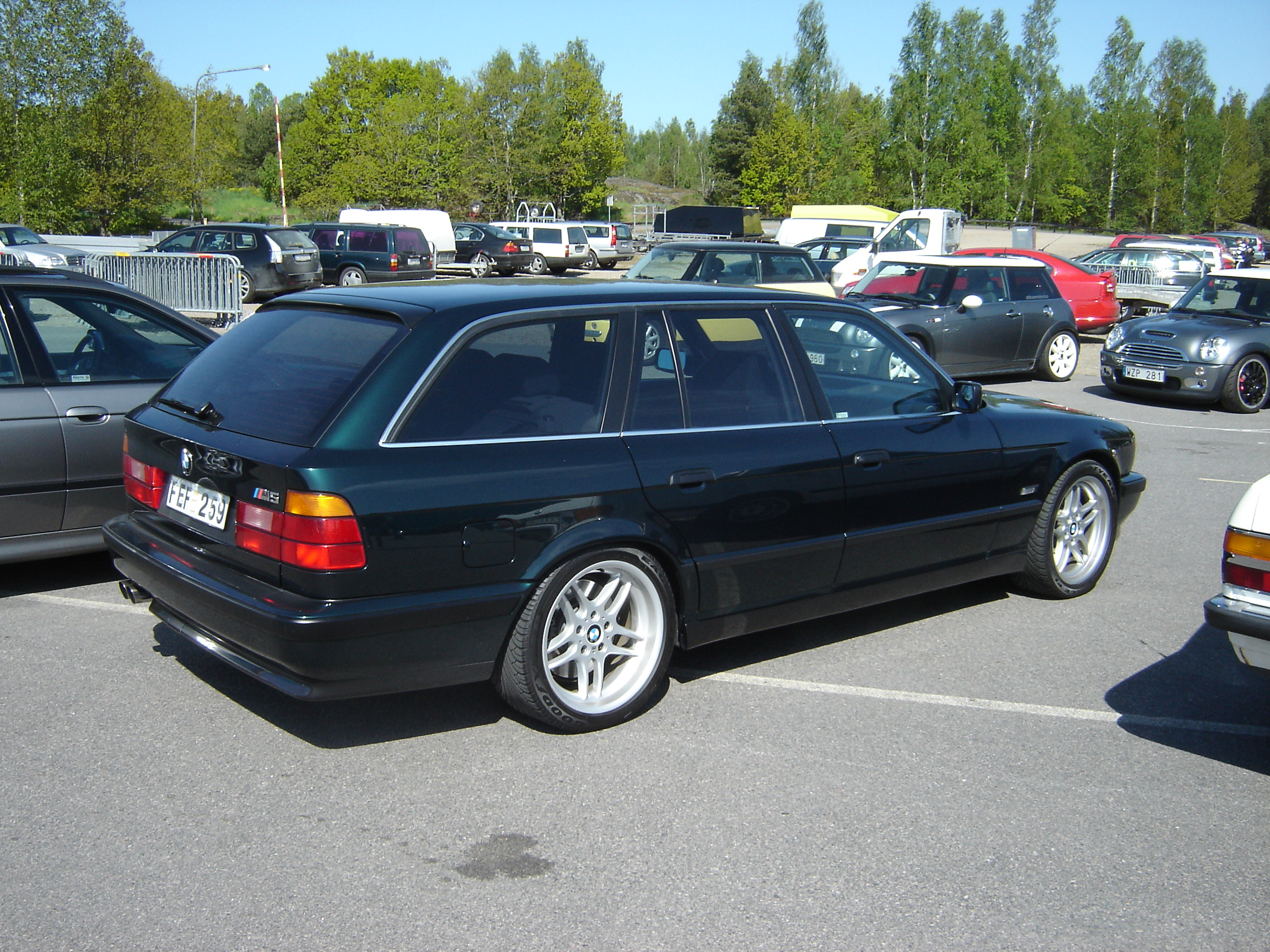
Vista trasera 3/4 de la versión Touring.

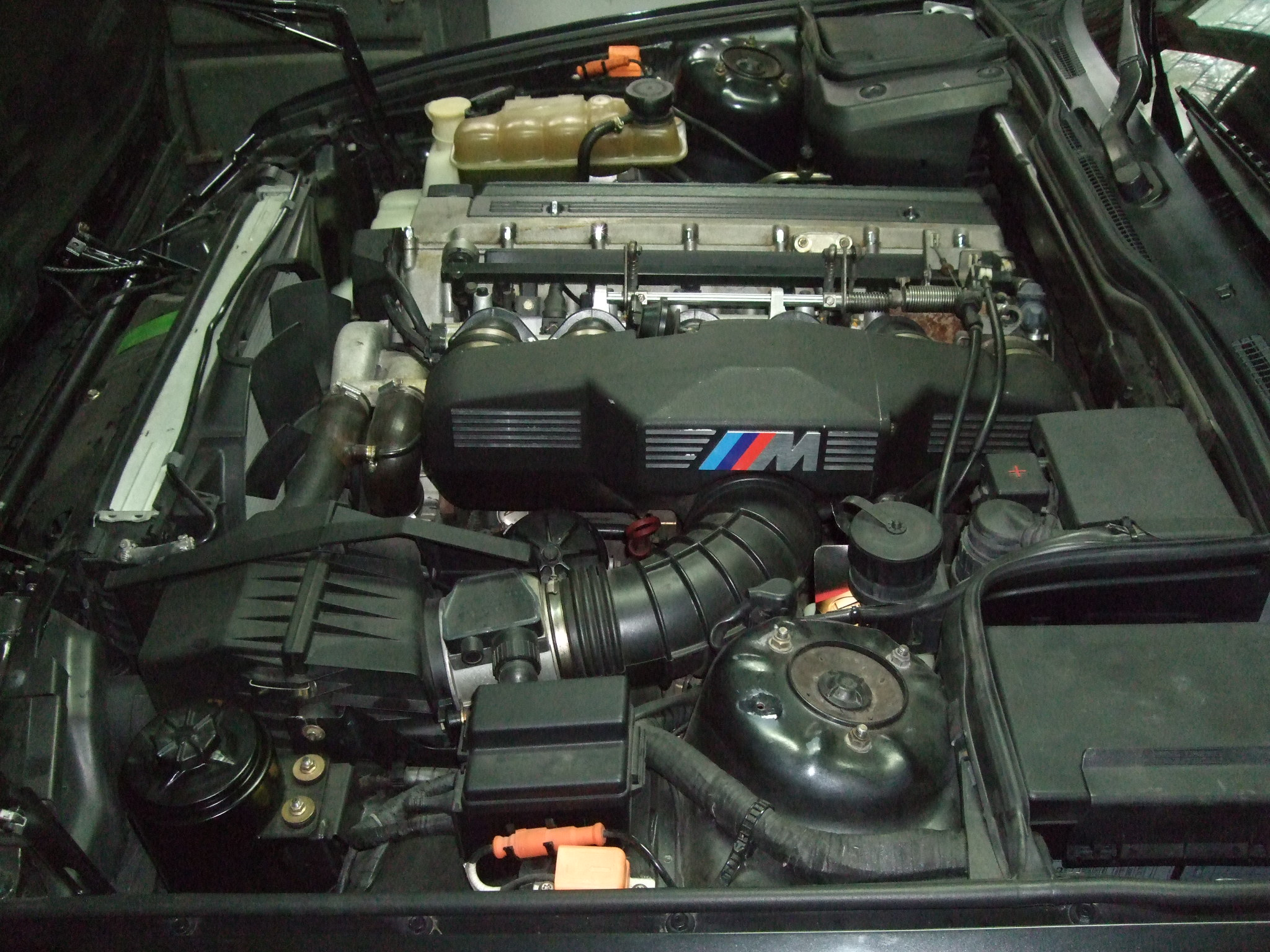
Motor S38B38 de 3,8 litros.

El E34 M5 fue producido desde 1989 hasta 1995, aunque las ventas en Norteamérica comenzaron en 1991 y finalizaron en 1993. Fue construido en BMW M GmbH en Garching bei München, Alemania y como el M5 previo, era hecho completamente a mano. Utilizaba el chasis del 535i que era fabricado en la planta de BMW en Dingolfing. El ensamblado era realizado por uno o varios trabajadores «M» y normalmente tardaban 2 semanas en finalizarlo. Se rumoreaba que los conductores que hacen los test del E34 M5, podían determinar quién o qué equipo había realizado cada M5, dado las características de la naturaleza del E34 M5 hecho a mano. Los motores también eran hechos a mano por técnicos de BMW M.
El primer E34 M5 usaba una evolución del seis cilindros en línea con 24 válvulas encontrado en el E28 M5 y E24 M635CSi/M6. El motor técnicamente permanecía con 3535 cm³ (3,5 litros), pero con cambios de compresión, mariposas controladas electrónicamente para dar más potencia en bajas y medias revoluciones, entre algunas especificaciones más.
El E34 M5 tenía un motor 6 en línea muy modificado, llamado S38B36 que daba 315 CV (311 HP; 232 kW) a las 6900 rpm. Los coches vendidos en Norteamérica y Suiza tenían un convertidor catalítico diferente que proporcionaban hasta 310 CV (306 HP; 228 kW) de potencia.
En mayo de 1992, una actualización de este vehículo, conocido como el E34/5S, el motor fue incrementado hasta los 3795 cm³ (3,8 litros) con el S38B38, excepto en Norteamérica donde se continuó con el motor de 3535 cm³ (3,5 litros). La potencia se incrementó hasta los 340 CV (335 HP; 250 kW). Con esta potencia rozaba los 300 km/h (186 mph) de velocidad máxima, ya que alcanzaba los 295 km/h (183 mph), pero se auto limitaba hasta los 280 km/h (174 mph), acelerando de 0 a 100 km/h (62 mph) en 5,7 segundos. En 1992 también se introdujo una versión Touring, que solamente estaba disponible para el mercado europeo continental y con volante a la izquierda.
La introducción de la segunda generación del E34S en 1988 supuso el aumento de potencia por parte de BMW Motorsport GmbH, con lo que era suficiente para impulsarlo por primera vez hasta los 250 km/h (155 mph) limitada electrónicamente en algunos mercados. Para la versión Touring se produjeron 891 unidades, cuya rareza lo ha convertido en un clásico muy apreciado.
Su diseño seguía siendo discreto, elegante, con detalles únicos como las llantas o los retrovisores, pero pocos podían adivinar entonces que bajo su elegante diseño se escondía un auténtico deportivo.
Incorporaba la tecnología más moderna, como por ejemplo la suspensión auto regulable y los modos de conducción gracias al control electrónico de los amortiguadores: en 1991 ya contaba con modo Confort o Sport. Durante su vida, se lanzaron varias versiones especiales, como por ejemplo, la 20 Aniversario.
La inscripción M Power aparecía impresa sobre la tapa de las válvulas como ocurría con su hermano pequeño el BMW M3.
Llegó una plataforma más elaborada y con unas suspensiones que permitían un mejor control del vehículo, además de una mejor aerodinámica que permitió que, aunque la potencia aumentó apenas 30 CV (22,1 kW). Las versiones M todavía se hacían de manera artesanal en unas instalaciones independientes y cada unidad añadía dos semanas de trabajo extra tras salir su carrocería de las líneas de montaje.
Al final de los años 1980 y al principio de los 90, fue un momento especial para el coche con la introducción de frenos ABS (Anti-lock Braking System) y las bolsas de aire. También vino con mejores frenos, sistema de suspensión electrónico, donde se empezaba a ver la introducción de sistemas electrónicos de suspensión para toda la gama BMW. El sistema de escape es uno de los mejores, con un sonido tan bajo que hace llamar la atención de la gente en las calles.
Tenía una carrocería 20 milímetros más baja que el 535i y para mejorar su comportamiento, se montaron unas barras estabilizadoras de 25 milímetros en el eje delantero y de 18 milímetros en el trasero, así como un sistema de suspensión neumática. La dirección era más directa y el equipo de frenos estaba reforzado para cumplir con las necesidades lógicas teniendo en cuenta el nuevo nivel de prestaciones que ese coche ofrecía.
Seguía siendo un coche muy discreto, con cambios mínimos respecto a los otros Serie 5. Básicamente, las llantas específicas de aluminio y magnesio y los logotipos M5 en la parrilla delantera y la tapa del maletero eran sus señas de identidad, de ahí que solamente los auténticos aficionados pudiesen identificarlo. El éxito que tuvo fue inmediato con 11 363 unidades vendidas desde 1988 hasta 1995.

### Especificaciones
| Cilindrada                            | 3535 cm³ (3,5 litros)                                 | 3795 cm³ (3,8 litros)                                                                         |
| Diámetro x carrera                    | 93,4 x 86 mm (3,68 x 3,39 pulgadas)                   | 94,6 x 90 mm (3,72 x 3,54 plg)                                                                |
| Relación de compresión                | 10,0:1                                                | 10,5:1                                                                                        |
| Alimentación                          | Inyección Bosch Motronic M 1.2, naturalmente aspirado | Inyección Bosch Motronic M 1.2, naturalmente aspirado                                         |
| Potencia máxima                       | 315 CV (311 HP; 232 kW) (DIN) a las 6900 rpm          | 340 CV (335 HP; 250 kW) (SAE) a las 6900 rpm                                                  |
| Par máximo                            | 360 N·m (266 lb·pie) a las 4750 rpm                   | 400 N·m (295 lb·pie) a las 4750 rpm                                                           |
| Capacidad del depósito de combustible | 80 litros (21,1 galAm)                                | 80 litros (21,1 galAm)                                                                        |
| Aceleración de 0 a 100 km/h (62 mph)  | 6,3 segundos                                          | 5,7 segundos                                                                                  |
| Velocidad máxima                      | 250 km/h (155 mph) (limitada electrónicamente)        | 280 km/h (174 mph) (limitada electrónicamente) 295 km/h (183 mph) (sin limitador electrónico) |

### Versiones especiales
- Cecotto Edition — En 1991, BMW pidió a dos pilotos de carreras que diseñaran su versión ideal del E34 M5. Por su parte, Johnny Cecotto quería una serie de accesorios de lujo montados en el M5, incluyendo cuero Napa para el volante y asientos con calefacción. Un total de 22 Cecotto fueron producidos con opciones de tener dos pinturas diferentes: Lagoon Green metallic (266) o Mauritius Blue metallic paint (287) y Light Parchment o Light Silvergrey para el interior. Los cambios estéticos respecto al exterior del estándar E34 incluyen paragolpes delanteros y traseros únicos y paneles laterales específicos.[19]
- Winkelhock Edition — Joachim Winkelhock, quien había conocido la victoria de las 24 Horas de Nürburgring en las ediciones de 1990 y 1991 corriendo para Schnitzer Motorsport, el equipo oficial de la marca alemana BMW pilotando un E30 M3, se encargó de esta versión, que lleva su nombre. La tarea no era fácil, puesto que se trataba de mejorar un ya de por sí competitivo M5, por lo que Winkelhock propuso una versión aligerada de peso, despojando al vehículo de la mayoría de las características de confort de serie del vehículo y añadiendo algunos elementos encaminados a mejorar la seguridad y el rendimiento del mismo. Un total de 51 unidades de esta versión Winkelhock fueron producidos con la opción de tener el color jet negro (668) haciendo contraste con los paneles partes de la carrocería en pintura metálica plateada (244), de los cuales 50 eran de producción más una de preproducción, durante la primavera de 1991.

Cada uno estaba equipado con techo solar eléctrico, telas de terciopelo, neumáticos traseros 255/40 ZR17 pulgadas (43,2 cm) más anchos y una radio BMW Bavaria C Business con sistema de altavoces de alta fidelidad. De cara a reducir el peso total del vehículo, estaba también equipado con una batería más pequeña de 66 amperios frente a los 85 de la de serie, depósito de combustible más pequeño de 80 litros (21,1 galAm) y se eliminaron los sistemas eléctricos de las ventanas traseras, los reposacabezas traseros, los espejos de cortesía y hasta los faros antiniebla. Todos estos cambios consiguieron reducir el peso en vacío en unos 50 kg (110,2 libras), en comparación con el coche de serie.
Contaba con asientos deportivos delanteros Recaro en tela antracita con refuerzos de cuero Napa Negro y cinturones de seguridad rojos y traseros. A nivel de equipamiento extra, la lista era bastante reducida, ya que solamente se podía adquirir un alerón trasero, aire acondicionado que requería un cambio de batería a una mayor y radio con cargador de CDs.
- 20 Jahre Motorsport Edition — Para celebrar el 20.º aniversario de BMW Motorsport, se construyeron 20 unidades euro-spec M5 a finales de 1992 especialmente equipados.
- UK Limited Edition — Para conmemorar el final de la producción del E34 M5 con volante a la derecha, 50 ejemplares del E34 M5 Limited Edition fueron ensamblados entre marzo y junio de 1995.
- Alpina B10 3,5 — Con 254 CV (251 HP; 187 kW) podía hacer el 0 a 100 km/h (62 mph) en 7 segundos y una velocidad máxima de 252 km/h (157 mph). Hubo 572 unidades del Alpina producidas.
- Alpina B10 biturbo — Con el motor de 3,5 litros biturbo, daba cerca de 360 CV (355 HP; 265 kW) y tardaba de 0 a 100 km/h (62 mph) en 5,1 segundos y una velocidad máxima oficial de 291 km/h (181 mph). Este modelo era el sedán de 4 puertas más rápido en 1996. En 1992 ganó al Lotus Omega de 283 km/h (176 mph). En Brabus, 1996 mostró su nuevo E V12 con un motor V12 de 7,3 litros encima de la nueva plataforma W210 con 582 CV (574 HP; 428 kW), el cual estableció la marca más alta en prestaciones de comodidad de todos los modelos sedán.

## E39 M5 (1998–2003)
A diferencia de sus predecesores, el E39 M5 no fue construido manualmente en la fábrica BMW M GmbH y producido en la misma línea de ensamblaje que los normales E39 serie 5 en la fábrica de Dingolfing en Alemania.
Introducido en el Salón del Automóvil de Ginebra de marzo de 1998, comenzó a producirse a finales de octubre del mismo año. Un total de 20 482 unidades fueron hechas entre 1998 y 2003. Había tres versiones diferentes:
- LHD (Left Hand drive) Europea.
- RHD (Right Hand drive) Europea.
- Para especificaciones de Norteamérica.

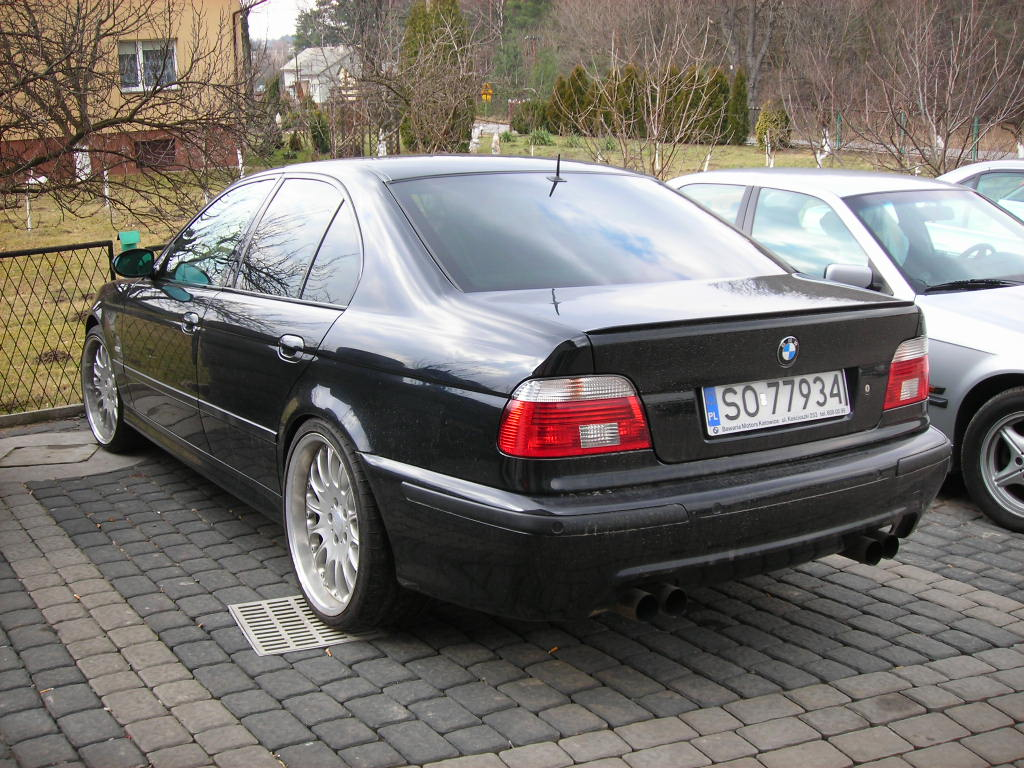
Vista trasera.

Tiene un motor V8 atmosférico S62 B50 de 4941 cm³ (4,9 litros) muy modificado, que estaba basado en el motor M62. Eroga 400 CV (395 HP; 294 kW) a las 6600 rpm y estaba equipado con el sistema BI-VANOS, que varía el comportamiento de los árboles de levas de admisión y escape; además de mariposas de acelerador individuales para cada cilindro, permitiendo un tiempo de respuesta del motor muy superior.
Es la misma transmisión usada en el E39 540i, pero con algunos cambios para adaptarse a la mayor potencia del motor S62. El embrague se reforzó y el diferencial trasero utilizaba una relación más corta de 3,15:1 y era de deslizamiento limitado a un máximo de bloqueo del 25%.
La suspensión comparte el diseño con los normales E39 serie 5 tipo MacPherson multilink. No obstante, en BMW M hicieron algunos cambios, reduciendo la altura en 23 mm. El parachoques delantero y trasero son más gruesos que la serie 5 normal.
Igual que todos los motores V8 de los modelos E39, el M5 estaba equipado con un sistema de dirección con bolas recirculantes, cuya relación total se redujo de 14,7 a 17,9 que prestaba un motor de asistencia sensible a la velocidad del vehículo servotronic, que proporcionaba dos niveles de resistencia controlada en el tablero con el botón Sport. Monta frenos de disco ventilados en las cuatro ruedas de 345 mm (13,6 pulgadas) de diámetro en los delanteros y 328 mm (12,9 pulgadas) de diámetro en los traseros. En los modelos de especificaciones europeas, los rotores son de dos piezas flotantes diseñadas para reducir el riesgo de deformarse. El ABS venía de serie.
Durante sus 5 años en producción, hubo cambios estéticos que incluían:
- Mejoradas y revisadas luces delanteras incorporando anillos iluminados tipo "Angel Eyes".
- Diseño de las luces traseras enjoyado.
- Sensores de control de distancia para aparcar en el parachoques delantero, antes solamente en el trasero.
- Volante de dirección M con tres brazos igual al del E46 M3.
- Panel de instrumentos gris.
- Sensor solar mejorado para el control del clima automático.
- Mejorada y revisada la unidad de navegación/audio aumentando el monitor a 165 mm (6,5 pulgadas).
- Incorporación de bolsas de aire de cabeza.
- Sistema de reparación de neumáticos M Mobility de segunda generación.
- Disponible el sistema M Audio con altavoces de agudos especiales, altavoces coaxiales Kevlar/carbono y dos bajos detrás de la consola trasera.
- Mejoras en el acabado de piel.

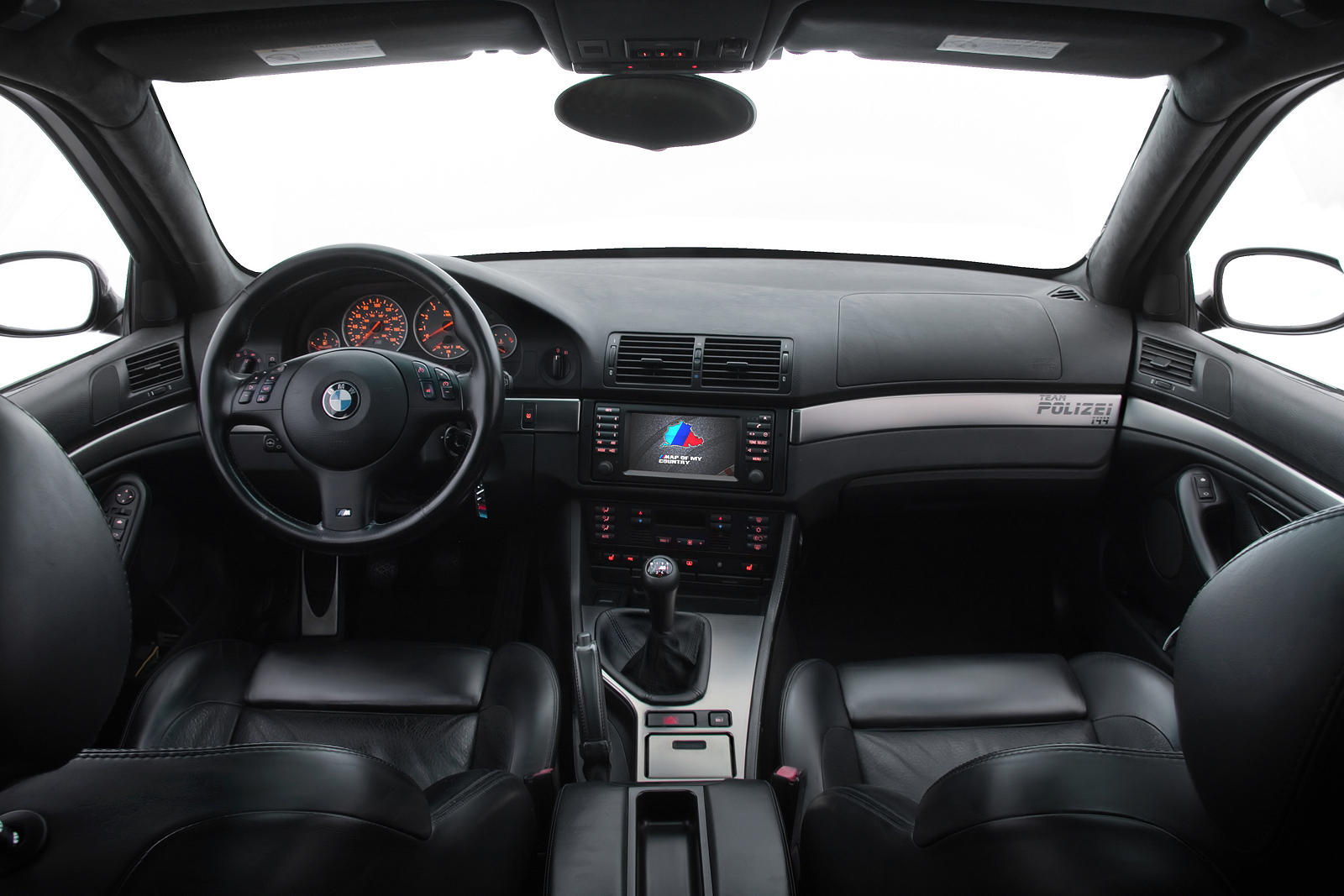
Habitáculo interior.

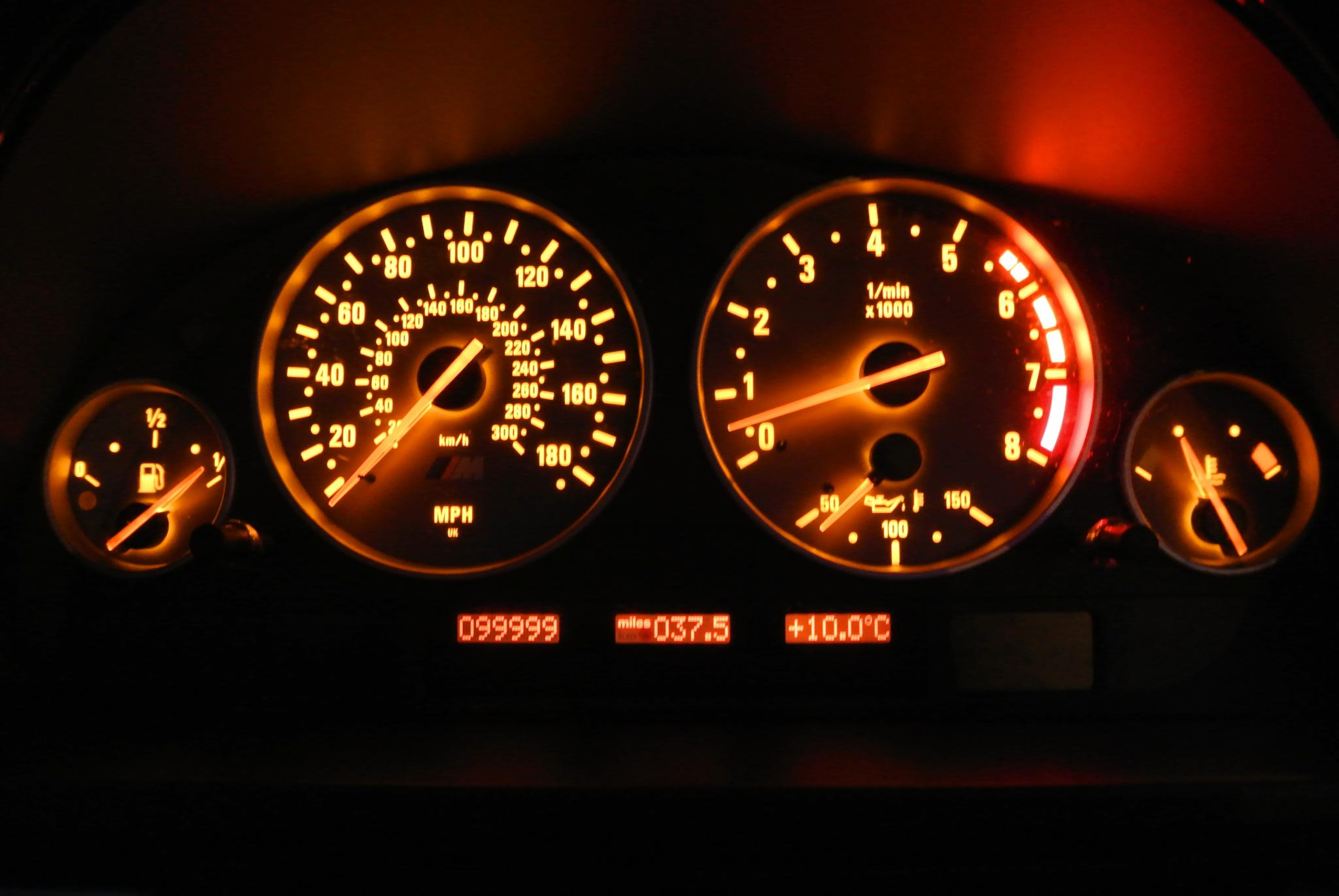
Indicadores en el salpicadero.

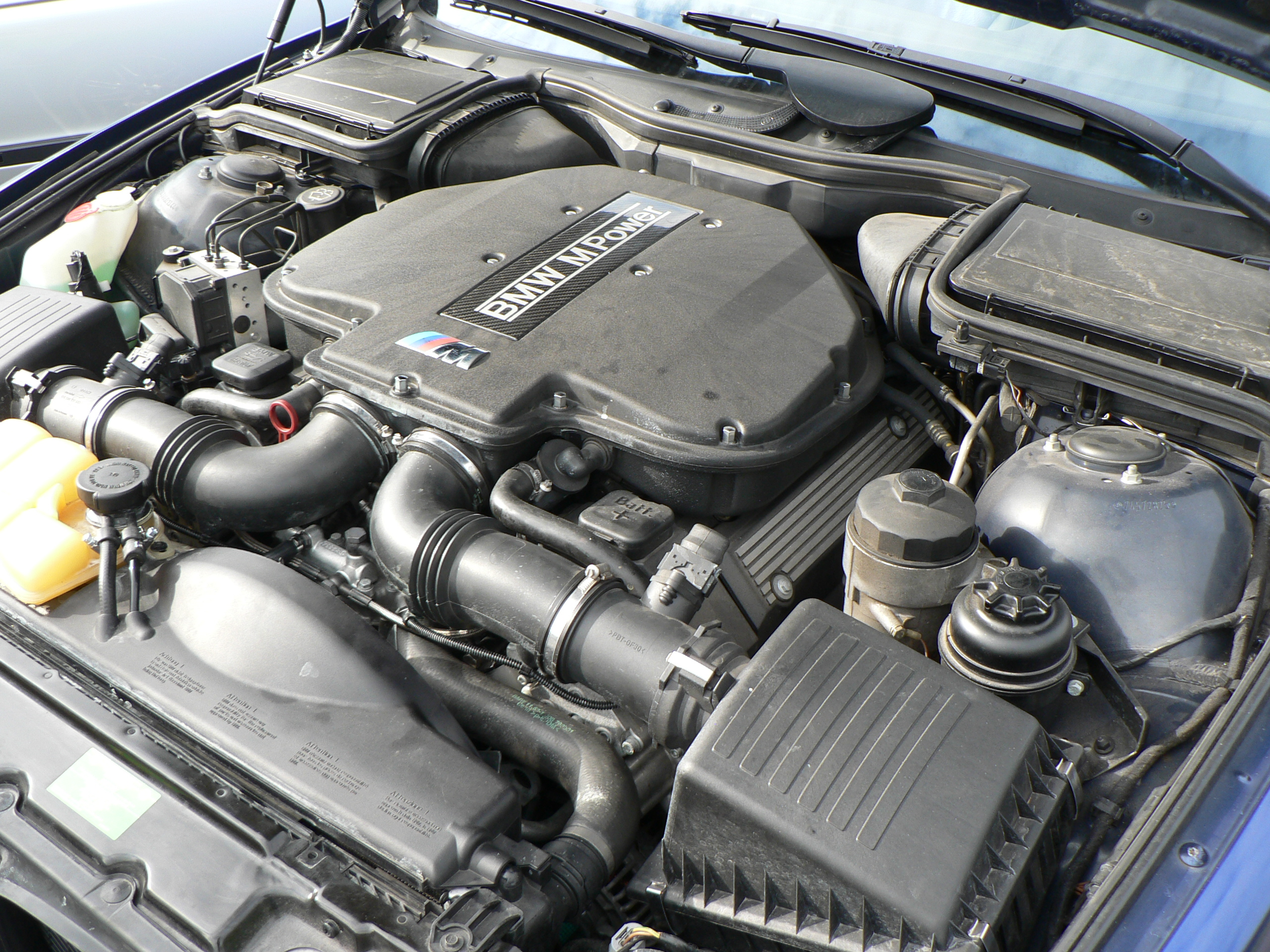
Motor V8 S62.

Para los subsiguientes dos modelos, los cambios se limitaron a la adición de nuevos colores de pintura exterior en septiembre de 2001 y mejorar el sistema de navegación basado en DVD desde septiembre de 2002.
El E39S compartía todas las características de estilo de sus predecesores. Sin embargo, debajo del cofre de este nuevo vehículo se encontraba un motor de cuatro válvulas que entregaba 500 N·m (369 lb·pie) de par máximo, mientras que la velocidad máxima estaba una vez más limitada electrónicamente a 250 km/h (155 mph) y tardaba 5,3 segundos en pasar de 0 a 100 km/h (62 mph).
Incorporaba nuevo paragolpes, nuevo difusor con cuatro escapes integrados, llantas espectaculares y nuevos retrovisores. En el interior también equipaba asientos más deportivos y detalles únicos como un volante específico o inserciones en aluminio. La gente empezó a demandar un estilo más propio en los M5, tal como también ocurrió con el M3, ya que querían tener un deportivo en formato familiar, pero también querían una estética cada vez más de carreras ("racing") y espectacular. A partir de ahí, el M5 E39 renunció a versión familiar.
Su principal novedad era que por primera vez abandonaba los motores de seis cilindros en línea para adoptar un V8 atmosférico y un frontal con unos faldones más deportivos, las cuatro salidas de escape y los característicos espejos retrovisores redondeados que le delataban.
Se hizo esperar tres años desde que se dejó de comercializar la anterior generación, pero también el peso aumentó bastante, acercándose a los 1800 kg (3968 libras). Por primera vez un M5, sale directamente como tal desde la línea de producción del resto de la Serie 5, ya no hay un trabajo artesanal llevado a cabo por Motorsport. Las piezas específicas se suministraban directamente a la cadena de montaje, lo cual abarataba los costes.
Por primera vez su motor incorporaba válvulas controladas electrónicamente, que permitían su apertura y cierre en solamente 120 milisegundos, así como sistema doble VANOS. También era la primera vez que el M5 montaba el botón “Sport” en el salpicadero, que era capaz de hacer que las reacciones al pisar el acelerador fuesen más inmediatas, un elemento que ha seguido vivo hasta las versiones actuales. A pesar del difícil trabajo de desarrollo que supuso ese motor, su éxito fue brutal, tal vez ayudado porque por primera vez se optó por dotarlo de un aspecto exterior de lo más vistoso, diferente al resto de la Serie 5 y con un marcado carácter deportivo.
Los faldones específicos, los espejos retrovisores exteriores de formas redondeadas, las llantas de 18 pulgadas (45,7 cm) con radios dobles y las cuatro salidas de escape por primera vez apuntando desde la trasera del M5 fueron sus principales señas de identidad.
Debutaban soluciones como la distribución variable para admisión y escape y una mayor compresión. Tenía además árboles de levas huecos para aligerar y refrigerar lo mejor posible.
En cuanto al cambio, era manual de seis marchas que muchos lo consideran el último con esta configuración, aunque posteriormente el M5 E60 contase con un cambio de este tipo solamente en Estados Unidos, que aunque era más avanzado, estaba precisamente adaptado a las necesidades del primero.
Una versión familiar hubiese sido el coche debido a que se podría haber usado el argumento del espacio y la versatilidad, cuando en realidad estaría uno comprando un deportivo de muy alto rango. El M5 Touring llegó a existir en forma de prototipo, pero la marca alemana consideró que no iba a ser rentable económicamente y se quedó en un simple sueño.
En la velocidad máxima se hallaba la clave, ya que era capaz de alcanzar los 298 km/h (185 mph) si se quitaba el limitador. Por su parte, el Audi se quedaba en 259 km/h (161 mph), pero quizá la tracción integral Quattro de serie tenía algo que ver. En cuanto al E55, Mercedes no pareció entrar en el juego. La inyección era una Bosch Motronic 5.2.

### Trivialidades
- Casi no fue construido del todo, debido a que BMW creía que el 540i de 286 CV (282 HP; 210 kW) era suficientemente potente, pero cuando Jaguar mostró el XJR-S de 322 CV (318 HP; 237 kW) y Mercedes-Benz el E55 de 354 CV (349 HP; 260 kW), BMW respondió a la competencia con sus 400 CV (395 HP; 294 kW).[24]
- En 1998 se convirtió en el sedán más rápido del mundo. La primera versión Euro spec tenía 408 CV (402 HP; 300 kW).

### Especificaciones
| Diámetro x carrera                    | 94 x 89 mm (3,70 x 3,50 pulgadas)      |
| Alimentación                          | Inyección Bosch Motronic 5.2           |
| Relación de compresión                | 11,0:1                                 |
| Potencia máxima                       | 400 CV (395 HP; 294 kW) a las 6600 rpm |
| Par máximo                            | 500 N·m (369 lb·pie) a las 3800 rpm    |
| Capacidad del depósito de combustible | 70 litros (18,5 galAm)                 |

Todos los E39 M5 estaban equipados con cambio manual de seis marchas Getrag Type D, cuyas relaciones eran las siguientes:
| 1.ª  | 2.ª  | 3.ª  | 4.ª  | 5.ª  | 6.ª  | Reversa | Final |
| ---- | ---- | ---- | ---- | ---- | ---- | ------- | ----- |
| 4,23 | 2,51 | 1,67 | 1,23 | 1,00 | 0,83 | 3,75    | 3,15  |

## E60/E61 M5 (2004–2010)

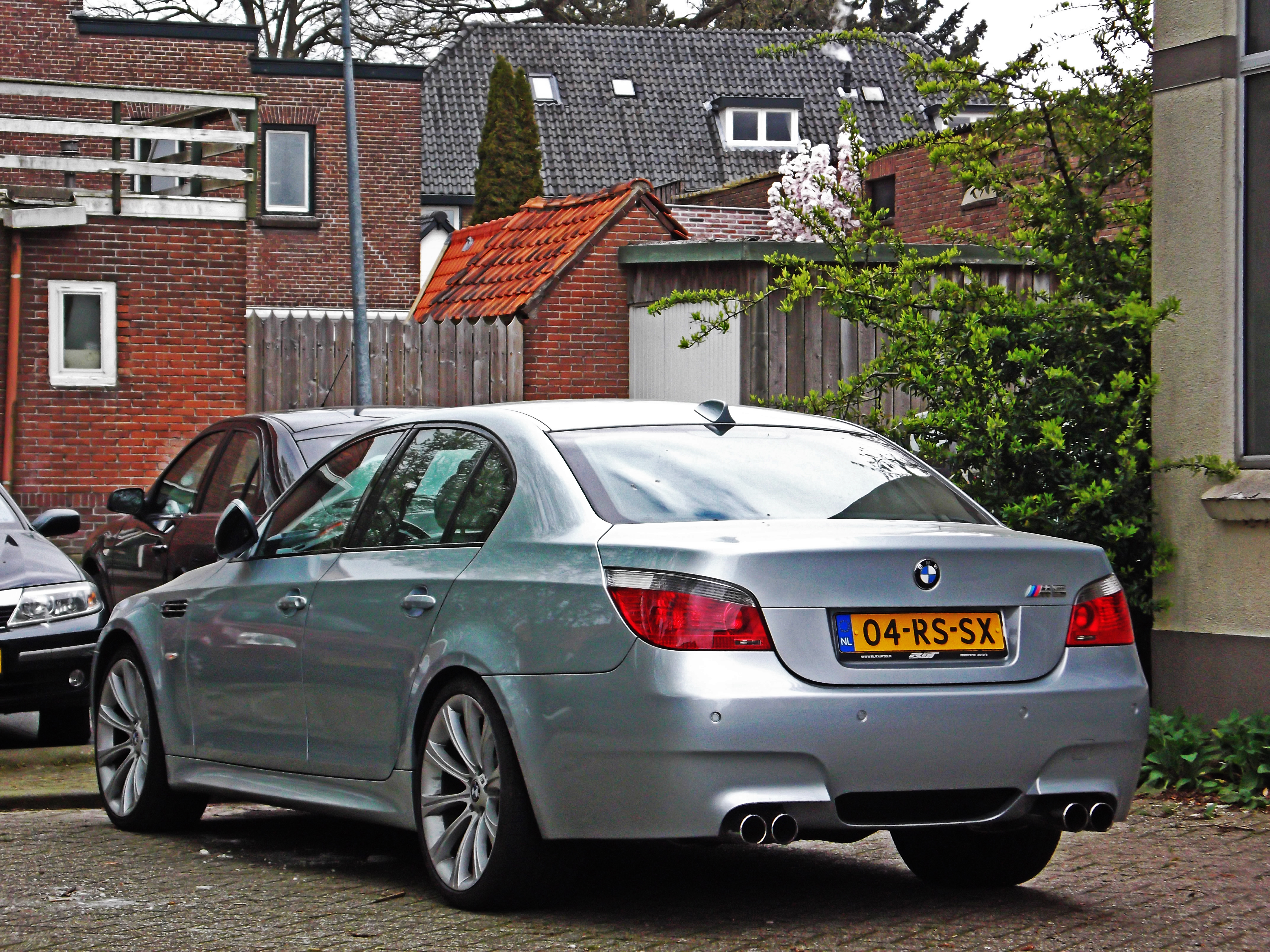
Vista trasera 3/4.

En 2004 apareció la cuarta generación del BMW M5 y la primera del M6, heredera esta última del M635i Coupé que dio origen a los BMW M de calle. Este nuevo BMW M5 deslumbró principalmente por el motor que escondía bajo el cofre delantero.
La potencia aumentaba en este BMW M5 un 25% respecto al modelo anterior, mientras que un motor de M5 conseguía sobrepasar también por primera vez la barrera de los 100 CV (73,6 kW) por litro en un atmosférico.
Lleva un motor V10 de 4999 cm³ (5 litros) de inyección de gasolina, llamado S85B50, con un límite de régimen de 8250 rpm antes de llegar a la zona roja, que es un derivado del utilizado en el equipo BMW-Williams de la Fórmula 1, el cual aporta 507 CV (500 HP; 373 kW) a las 7750 rpm y 520 N·m (384 lb·pie) de par máximo. Estaba acoplado a una caja de cambios semiautomática SMG III de siete velocidades, mientras que en Estados Unidos también se vendió con caja de cambios manual de 6 velocidades. El peso es similar al E39 con 1800 kg (3968,3 libras).
El M5, así como el nuevo M6, fueron diseñados para usar el nuevo cambio semiautomático SMG III, una transmisión manual electrohidráulica, por tanto, inicialmente solamente ofrecían este tipo de transmisión. Esto alborotó un poco a la base compradora y los fanáticos cuando se anunció. Sin embargo, BMW anunció una transmisión manual de 6 velocidades que estaría disponible en 2007 para los mercados norteamericanos.
Presenta un motor inspirado en la F1 y control de transmisión incluidos, control de lanzado, control de estabilidad dinámica y la opción de cambiar entre manual o automático, tan pronto como la velocidad de cada palanca de cambios son completadas, que incluye 11 programas en ella. El cambio manual se puede utilizar con palanca al piso o una columna en la dirección montada con paletas de cambio, inspirado en la F1, disponibles en todas las versiones. También hay un botón llamado «Power» el cual, cuando está desconectado, limita la potencia del motor a 400 CV (395 HP; 294 kW), mientras que si se pulsa el botón, el motor pasa a desarrollar el máximo.
Los automóviles deportivos M tienen la tradición de llevar muchas innovaciones al cómodo y lujoso sedán. Esta generación introduce las siguientes:
- Sistemas de control dinámico como el Electronic Damper Control (EDC - Control de Amortiguación Electrónico), que ajusta constantemente la suspensión a las condiciones del vehículo y de entorno y que puede configurarse en tres modos controlables por el conductor: Confort, Normal y Deportivo.
- El sistema de distribución de válvulas variable doble de alta presión, llamado internamente "Bi-VANOS".
- El EMC (Engine Management System) o sistema de gestión del motor incorporado, que lleva el procesador de computadora más potente aprobado para automóviles en la actualidad: el procesador MS S65, el cual mide muchas cosas, tales como la seguridad promedio, sistemas de prestaciones como el control de estabilidad que controla el control de tracción, así como otros sistemas mecánicos y electrónicos.

El motor de cuatro válvulas por cilindro propulsaba la cuarta generación del BMW M5 de 0 a 100 km/h (62 mph) en solamente 4,7 segundos, mientras que el 0 a 200 km/h (124 mph) lo hacía en 15 segundos.

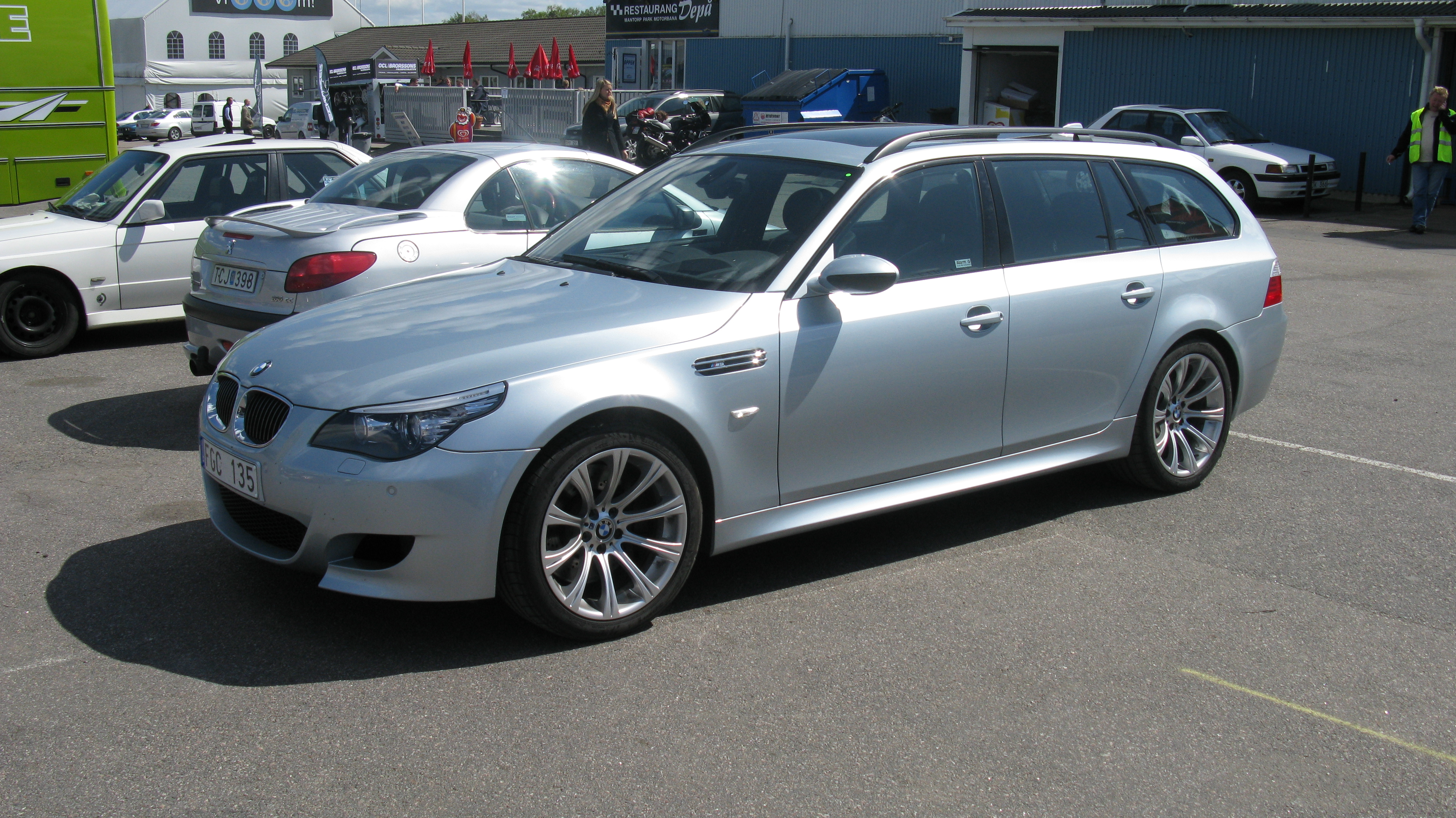
Versión Touring.

Por primera vez, los conductores de esta berlina podrían desactivar el limitador de velocidad añadiéndole el paquete M Driver, lo que le permitía alcanzar una velocidad máxima de 305 km/h (190 mph). Otro elemento añadido fue el sistema Launch Control para lograr la máxima aceleración desde parado. Esta generación también estuvo disponible en versión Touring E61 (ranchera) a partir de 2007.
El M5 E60 es el más especial de toda la historia de este modelo o al menos a nivel mecánico. BMW quiso dar un golpe en la mesa e incorporó tecnología derivada directamente de la Fórmula 1 a su sedán más deportivo. Fue el primer BMW M en superar la barrera psicológica de los 500 CV (368 kW) y lo hizo no solamente con un motor explosivo y con una carga tecnológica espectacular, sino también con un diseño "racing" y a la vez discreto, que sigue convenciendo a día de hoy. Las llantas, los retrovisores, el paragolpes específico y la cuádruple salida de escape son los cuatro toques que convertían al Serie 5 en un auténtico deportivo.
Además, otro factor interesante fue el lanzamiento de una versión familiar, llamado M5 E61, con la misma configuración bajo el cofre, pero con una mayor capacidad de carga. Con menos de 1000 ejemplares fabricados, el M5 E61 Touring es uno de los familiares más interesantes y exclusivos del mercado y a buen seguro, con el paso del tiempo, se convertirá en un objeto de coleccionistas.
Para evitar que el peso se sobrepasara sobre el eje delantero, los ingenieros de motores de BMW diseñaron un complejo bloque de magnesio ultraligero. Gracias a ello, el nuevo V10 pesaba prácticamente lo mismo que el anterior V8, pero trajo consigo una serie de problemas provocados por los diferentes coeficientes de dilatación entre el nuevo bloque y las culatas de aluminio. Estos movimientos producidos por las dilataciones, sometían a desgaste a las juntas de culata, que fueron un verdadero problema para casi todos los propietarios.
Este V10 era un motor prácticamente de competición, que le podía competir al mismísimo Porsche 911 Turbo, que por aquel entonces se conformaba con 480 CV (473 HP; 353 kW). Además, tenía buenas prestaciones en general.
Aunque la fiabilidad no ha sido su punto fuerte, este V10 tiene el honor de ser el último con motor atmosférico y sigue siendo considerado por muchos como el mejor M5 de todos gracias a sus prestaciones y a una mecánica más propia de un Fórmula 1 que de un coche de calle regular.
Su producción consistió en 19 523 berlinas y 1025 Touring, para un total de 20 548 unidades. Esto significa que incluso se han superado las cifras del modelo antecesor, que se fabricó durante un período de seis años.

### Versiones especiales

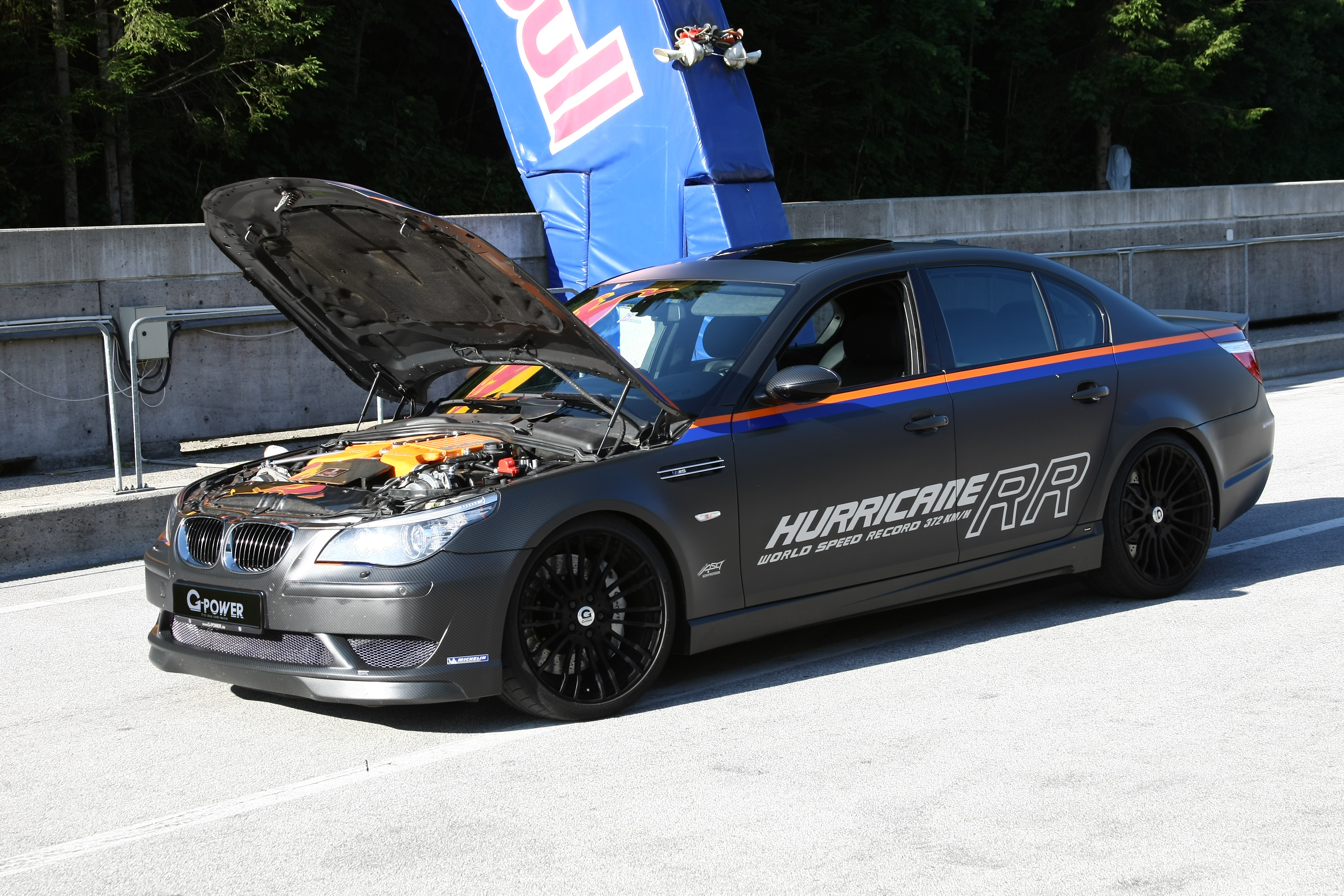
G-Power M5 Hurricane.

El BMW M5 G-Power Hurricane fue construido en 2010 y era el sedán de calle más rápido y poderoso del mundo, alcanzando los 340 km/h (211 mph) con un sistema "supercharging" que entrega 730 CV (720 HP; 537 kW) entre las 7500 y 8200 rpm.
Para lograr ese aumento de potencia de 223 CV (220 HP; 164 kW) adicionales a lo que ya normalmente daba, G-POWER, en cooperación con ASA Automotive, han desarrollado un sistema supercharging de alta tecnología, el cual utiliza compresor ASA T1-12 para cada bancada de cilindro.
Contrariamente a los sobrealimentadores convencionales que pierden gran parte de la potencia al ser impulsados, este compresor ASA tiene una tasa de eficiencia de hasta el 80 por ciento. Al ser pequeño, permite a G-POWER instalar dos de ellos en el estrecho recinto del vano del motor.
Su aceleración de 0 a 100 km/h (62 mph) es de 4,2 segundos, ayudado por un diferencial refrigerado G-Power. Cualquier M5, tanto berlina como ranchera, también podían ser actualizados con el sistema G-POWER.
Se le situaba a este sedán de cuatro puertas y cinco plazas por encima de superdeportivos como el Porsche 918 Spyder. Y si se le compara con la 6.ª generación M5 F90, este último ofrece "solamente" 625 CV (616 HP; 460 kW).
El paquete G-Power Hurricane RS disponible para el BMW M5 E60, añadía iluminación exterior adicional en los bajos del coche, cambios en la suspensión o un poderoso equipo de frenos sobredimensionado.

### Especificaciones
| Alimentación                          | Inyección de gasolina Siemens MS S65, atmosférico con catalizador                  |
| Diámetro x carrera                    | 92 x 75,2 mm (3,62 x 2,96 pulgadas)                                                |
| Relación de compresión                | 12,0:1                                                                             |
| Potencia máxima                       | 507 CV (373 kW) @ 7750 rpm                                                         |
| Par máximo                            | 520 N·m (384 lb·pie) @ 6100 rpm                                                    |
| Límite de régimen (línea roja)        | 8250 rpm                                                                           |
| Capacidad del depósito de combustible | 70 litros (18,5 galAm)                                                             |
| Aceleración 0-100 km/h (62 mph)       | 4,1 segundos (según una prueba de Road & Track en enero de 2006).                  |
| Velocidad máxima                      | 270 km/h (168 mph) (limitado electrónicamente) 305 km/h (190 mph) (sin limitador). |

| Tipos   | 1.ª   | 2.ª   | 3.ª   | 4.ª   | 5.ª   | 6.ª   | 7.ª   | Reversa | Final |
| ------- | ----- | ----- | ----- | ----- | ----- | ----- | ----- | ------- | ----- |
| SMG III | 3,985 | 2,652 | 1,806 | 1,392 | 1,159 | 1     | 0,833 | 3,985   | 3,615 |
| Manual  | 4,055 | 2,396 | 1,582 | 1,192 | 1     | 0,872 |       | 3,677   | 3,62  |

## F10 M5 (2011–2016)

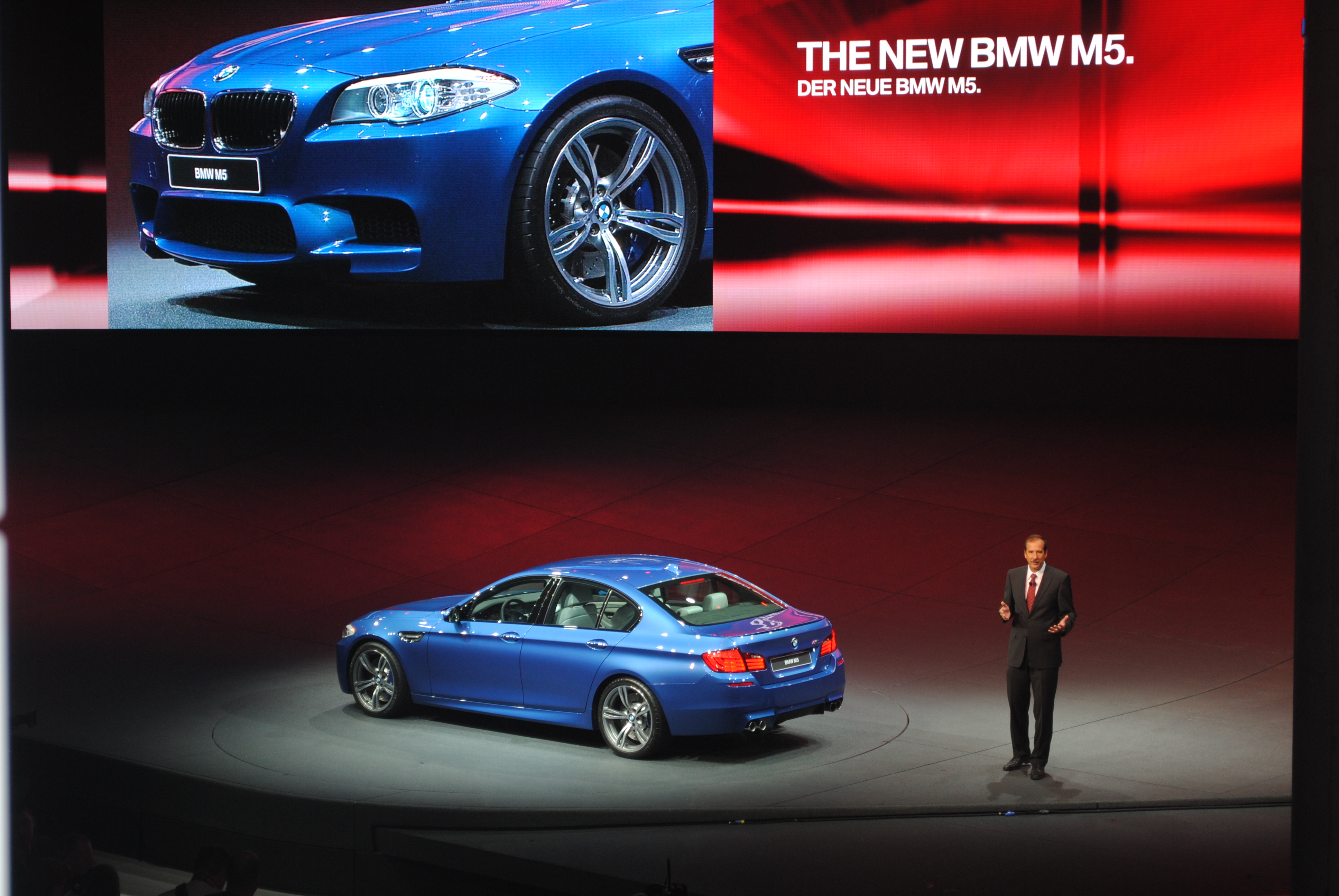
Durante el evento de su presentación oficial.

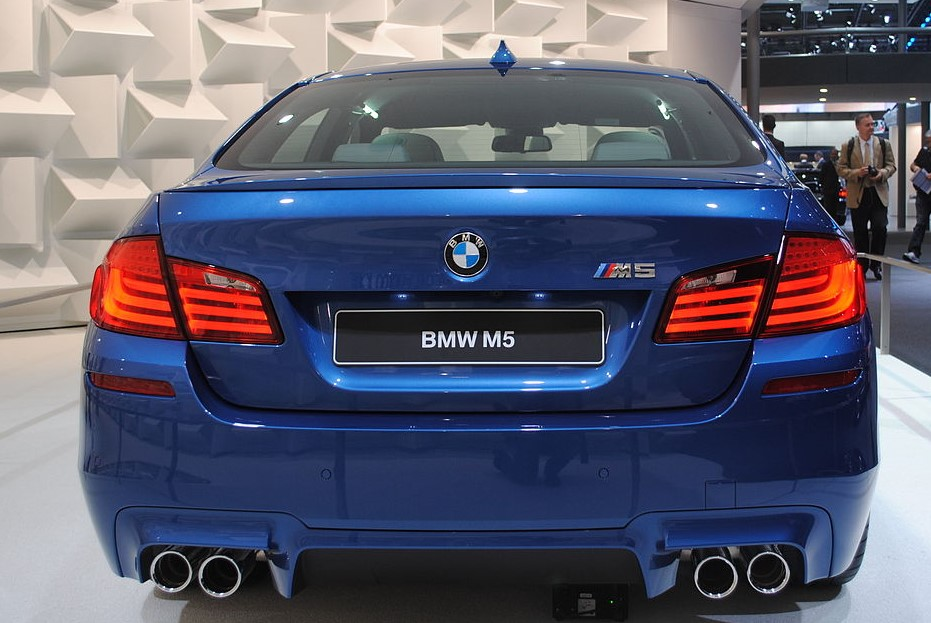
Vista trasera.

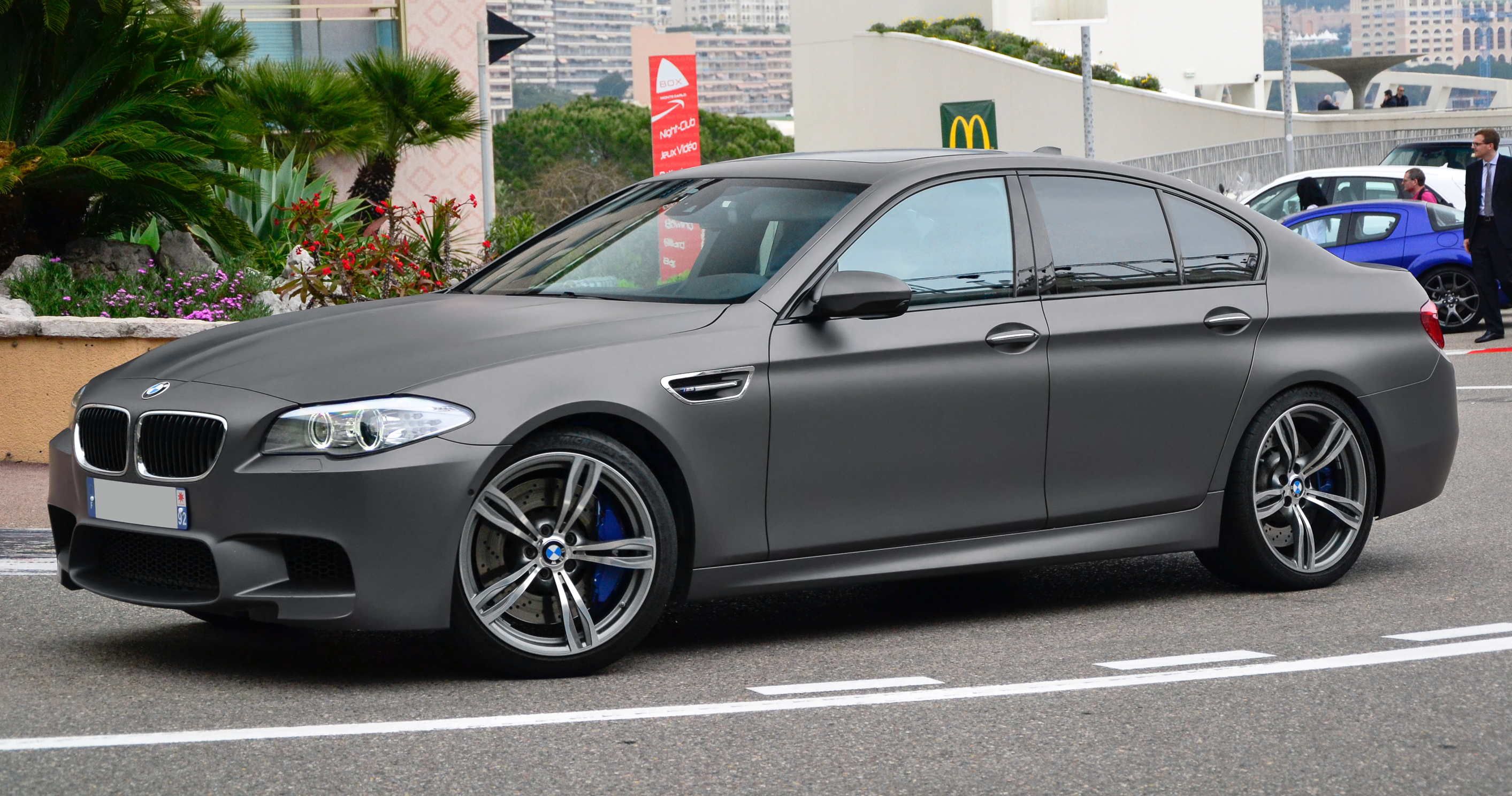
Vista lateral en Nancy (Francia), en 2013.

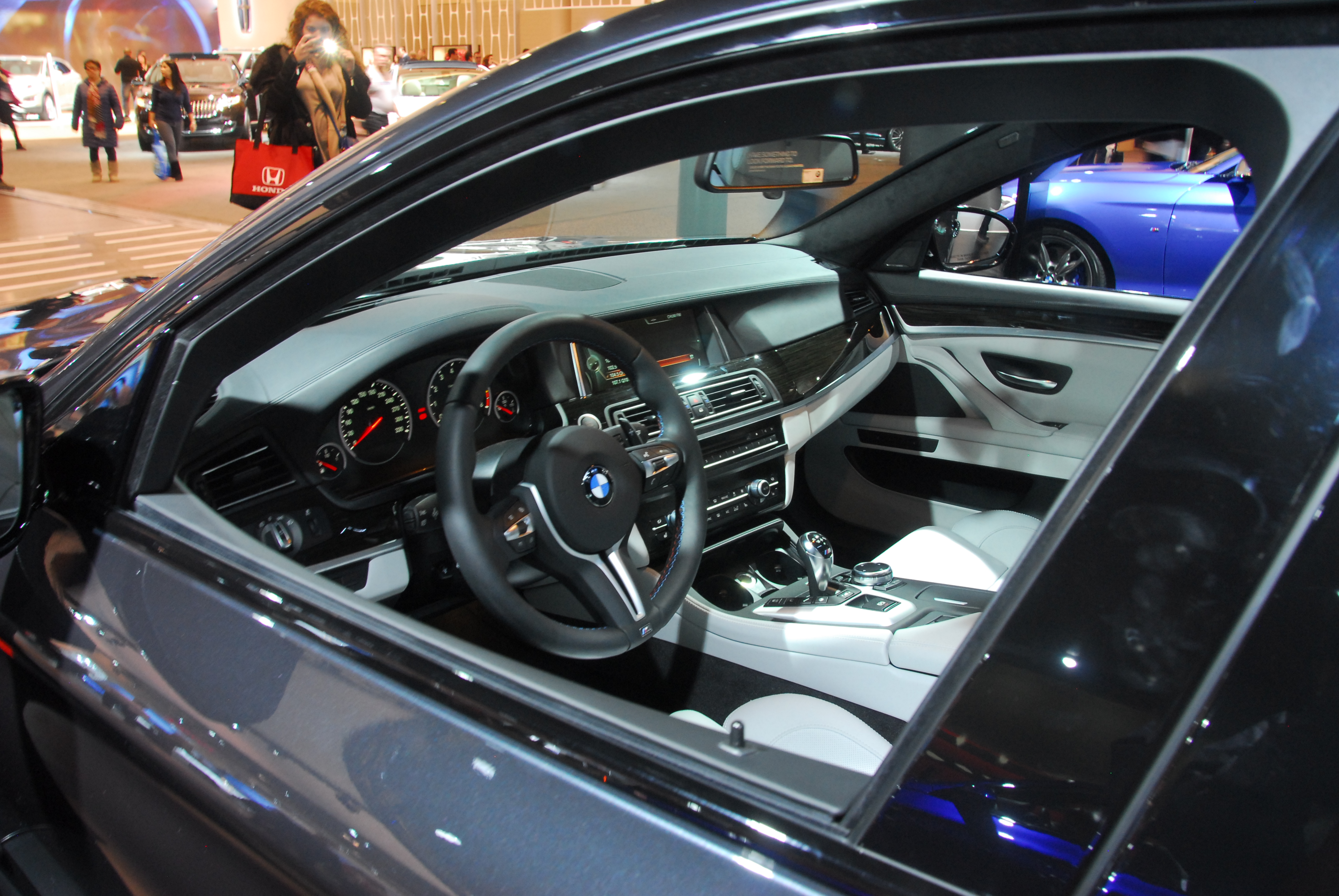
Habitáculo interior en el Salón del Automóvil de Canadá de 2014.

Presenta un motor V8 M TwinPower Turbo con una potencia máxima de 560 CV (552 HP; 412 kW) y un par máximo de 680 N·m (502 lb·pie) disponible a partir de las 1500 rpm y hasta alcanzar las 5750 rpm, con tracción trasera y acoplado a una caja de cambios de doble embrague M Drivelogic de siete marchas, especial para deportivos, frenos de disco Compound, diferencial activo y suspensión Servotronic, todo preparado por M.
Además, su diseño externo con las líneas definidas es señal de los modelos M, que lo convierten en una berlina extraordinaria, tanto en sus prestaciones, como a la vista de cualquiera.
Fue presentado en el Salón del Automóvil de Fráncfort de 2011. Conjuga la tecnología del motor y del chasis de un coche deportivo de altas prestaciones, con la elegancia y el aplomo de una berlina de lujo correspondiente al segmento automovilístico más selecto. El nuevo diferencial activo M es capaz de distribuir de manera óptima el momento de propulsión en situaciones dinámicas extremas. El consumo promedio es más de 30 por ciento inferior al del modelo anterior, concretamente de 9,9 L/100 km (10 km/L; 24 mpgAm) según el ciclo de pruebas UE, gracias a la incorporación de mucha tecnología conocida en la casa alemana como EfficientDynamics, al sistema Start & Stop (arranque y parada) y a los sistemas de recuperación de energía.
El modelo 2011 sería más rápido que el anterior, en concreto 0,3 segundos más rápido en alcanzar los 100 km/h (62 mph). Recibió un importante aumento en potencia y par, con lo que incrementaba su eficiencia.
Los ingenieros de BMW se han decantado por un motor V8 de 4395 cm³ (4,4 litros) biturbo, en lugar del bloque anterior V10 de 4999 cm³ (5 litros). Ese nuevo motor a pesar del aumento de potencia y prestaciones, consumía hasta un 30% menos de combustible, que estaba basada no solamente en la reducción de peso que sufriría el conjunto, sino también en el sistema Efficient Dynamics de BMW, que ha conseguido adaptar un sistema de recuperación de energía cinética, el famoso "KERS" de la Fórmula 1.
Por otra parte, la marca de Múnich ya no fabricó una versión Touring (ranchera) de este modelo.
La quinta generación de la berlina germana, llamado el F10M, entró en escena en 2011. La tecnología M TwinPower Turbo permitió pasar de 0 a 100 km/h (62 mph) en apenas 4,3 segundos y alcanzar una velocidad máxima de 315 km/h (196 mph). Las mejoras siguieron en 2013 gracias al paquete de competición para el M5, que le permitiría alcanzar los 575 CV (567 HP; 423 kW) de potencia. En 2016 empezaron las ventas de la misma edición especial “M5 Competition Edition” limitada a 200 unidades.
Pasará a la historia por ser el primer BMW M5 en superar la barrera de los 600 CV (592 HP; 441 kW), gracias al M5 Competition que fue lanzado a finales de su vida comercial. Estéticamente, la corriente de hacer más agresivos los coches fue tomando forma en esta generación, que era notablemente más deportiva también a nivel estético gracias a un frontal con grandes tomas de aire, llantas, retrovisores o una zaga completamente renovada.
En el interior también se puede respirar ese ambiente mucho más "racing". Mientras que en el M5 E60 se podía encontrar madera, en el M5 F10 solamente había hueco para materiales de orientación más deportiva, como el aluminio o la fibra de carbono, un cambio de tendencia que se mantiene en la siguiente generación del M5.
Al igual que en la generación precedente, tampoco estuvo disponible con caja de cambios manual, ya que cuenta con una sofisticada transmisión automática con varios programas de funcionamiento y función de aprendizaje, capaz de adaptarse a la forma de conducir de cada piloto y anticiparse a sus necesidades.
Los tradicionales riñones de BMW que presiden la parrilla frontal tienen las varillas en color negro, una seña de identidad específica de los BMW M. En ellos confluyen los nervios que recorren el cofre delantero de atrás a delante, un cofre con unas formas más abultadas de lo habitual.
Los pasos de rueda son poderosos, anchos y le dan al coche una espectacular estampa sobre la carretera. En su interior albergan llantas de 19 pulgadas (48,3 cm) de serie, aunque de forma opcional también se podrán montar otras más grandes de 20 pulgadas (50,8 cm). Y en los pasos de rueda delanteros, las branquias laterales vuelven a tener presencia en un BMW M, que en este caso se trata de una evolución más de las mismas, con formas angulosas y que una vez más vuelven a albergar en su interior la luz de intermitencia.
Lo que no es tan diferente del Serie 5 normal, son los espejos retrovisores, que en el BMW M5 han perdido personalidad. No son cuadrados, pero su forma tampoco denota demasiada agresividad ni un diseño especialmente aerodinámico. los cuales están unidos a la carrocería por un soporte en color negro brillante, en conjunto con los marcos de las ventanillas y las nervaduras de los riñones delanteros.
El faldón trasero gana dimensiones y musculatura, para indicar que en las ruedas traseras es donde está la tracción. Además, las cuatro salidas de escape no cambian y siguen siendo marca de la casa. Se completa el aspecto exterior del coche con un pequeño, elegante y discreto alerón posterior, que además de mejorar la estética del coche y que también tiene una función aerodinámica cuando se rueda a 305 km/h (190 mph), que es dónde se fija la velocidad punta para los que opten por el M Drivers Package (paquete de conductores M).
En el habitáculo lo primero que destacan son los asientos deportivos M, que sujetan bien en curvas y al mismo tiempo están diseñados para ofrecer un grado razonable de confort de marcha. Hay más zonas del salpicadero forradas en cuero y la M que identifica al modelo deportivo, aparece en el apoyapié y en el umbral de las puertas. Todos los M5 llevan una pantalla central desde la que se controlan los mandos del iDrive, situado entre los dos asientos y que permite configurar el coche para adaptarlo a los gustos del conductor y al tipo de conducción que vaya a llevar a cabo en cada momento. El Head-Up Display (HUD) también forma parte del equipamiento de serie y, al tratarse de un BMW M, muestra información sobre las revoluciones y la velocidad a la que se circule cuando se activa el modo más deportivo de funcionamiento.
Un factor básico era el peso total del conjunto que se queda en 1870 kg (4123 libras), lo cual da una relación peso a potencia de 3,34 kg/CV. Es un coche pesado, pero para tratar de mitigarlo al máximo posible y que se pueda disfrutar al máximo al volante, se han incorporado algunas soluciones técnicas interesantes.
La caja de cambios M DKG Drivelogic ofrece tres programas de cambio distintos, tanto en modo automático como en modo manual. La selección se lleva a cabo mediante un botón situado también en la consola central. En el modo más radical, se dispone del ya conocido “Launch control”. En el eje trasero hay un diferencial que permite repartir la potencia entre ambas ruedas y así, la capacidad de tracción es óptima en todo momento. Además de considerar los datos internos y aquellos provenientes del sistema DSC, la unidad de control del diferencial M activo también tiene en cuenta la posición del pedal del acelerador, la velocidad de giro de las ruedas y el ángulo de giro del coche sobre su propio eje vertical.
El chasis ha obligado a sus ingenieros a dar muchas vueltas al Nürburgring Nordschleife para encontrar su configuración adecuada, así que la unión entre el chasis y los ejes se hace con estructuras de grandes dimensiones que absorben las fuerzas centrífugas y lo hacen más dinámico. Además, lleva de serie amortiguadores regulados electrónicamente, que se pueden llevar en modo “confort”, “sport” y “sport plus”, mientras que la dirección es más deportiva y directa que en la berlina. En el modo “confort”, la dirección es muy directa para mejorar la maniobrabilidad en ciudad y en maniobras de aparcamiento.
El DSC que estabiliza el coche activando los frenos y reduciendo el par motor, incluye ABS, asistencia de frenado en curvas (CBC - Cornering Brake Control), el control dinámico de los frenos (DBC), el asistente de frenado, el sistema de compensación de la fatiga de los frenos, la función de frenado ligero para secar los discos y el asistente para arrancar cuesta arriba. Al pulsar una tecla en el salpicadero, se activa el M Dynamic Mode que hace que el DSC actúe más tarde, con lo que el comportamiento del coche es más deportivo pero controlable al mismo tiempo. También se puede desactivar del todo para disfrutar de algo parecido a la conducción en estado puro.
En cuanto a los frenos llevaba discos de gran tamaño mordidos por pinzas (cálipers) de seis pistones, pero hasta ese momento todavía no se ofrecían ni como opción los carbono-cerámicos.

### Edición 30 Aniversario

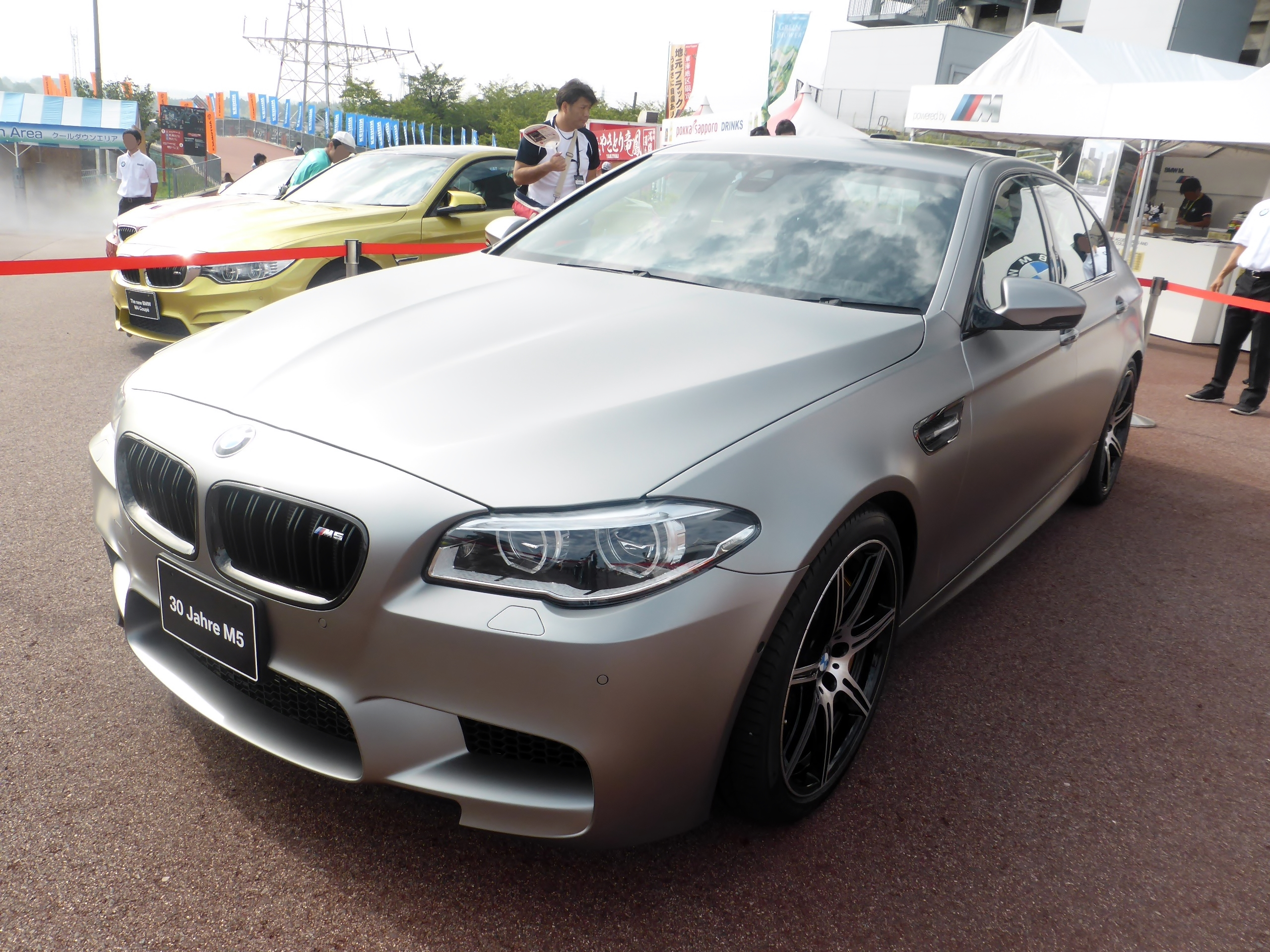
Edición 30 Jahre en Japón, en 2014.

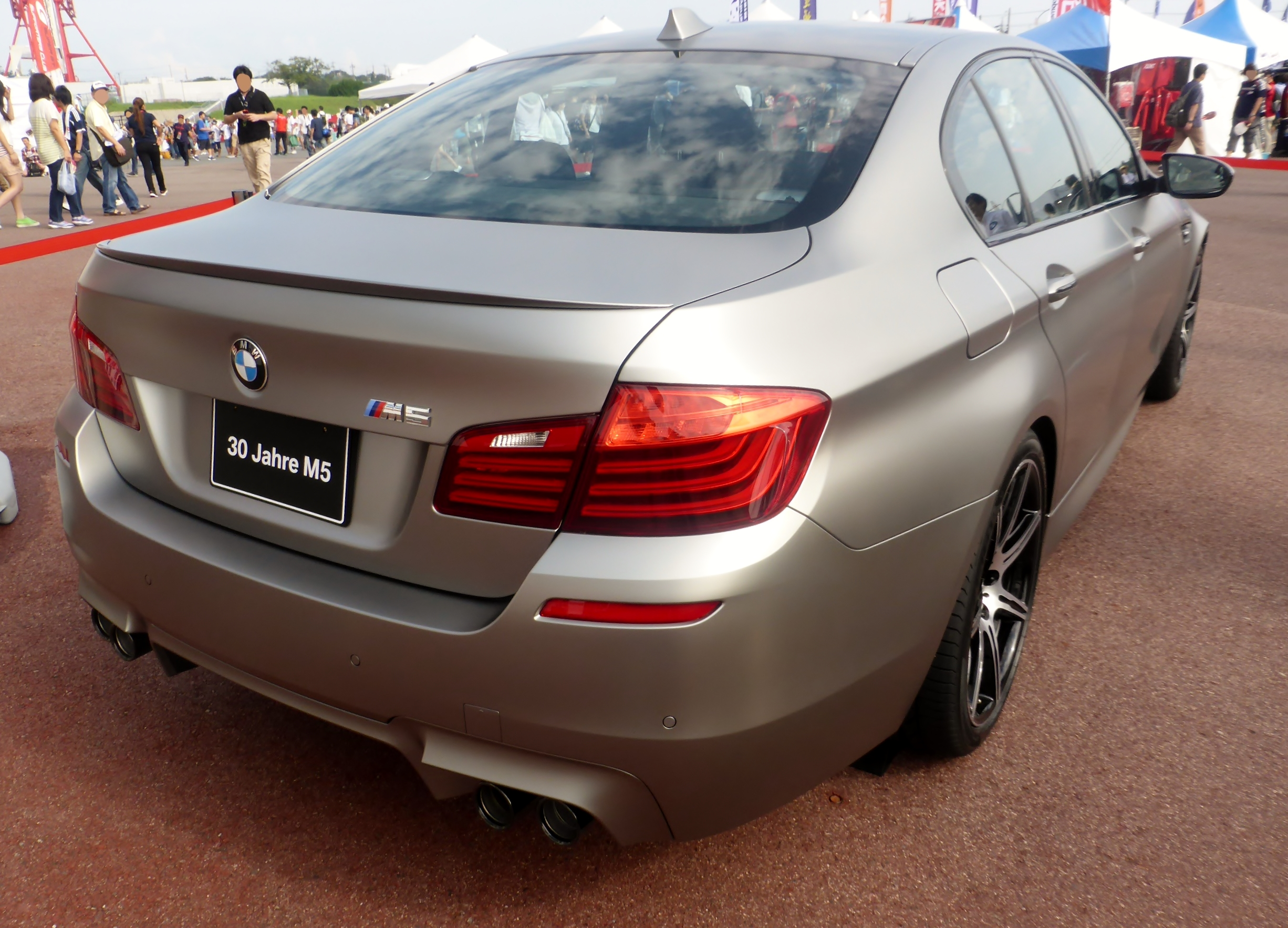
Vista trasera.

En 2014 llegó el modelo para la edición especial “30 Jahre M5” (30 Aniversario) limitada a 300 unidades, que generaba 600 CV (592 HP; 441 kW) y que rendía homenaje al M5 E28S original.
Se trata de una edición especial limitada de la quinta generación, cuyo motor V8 se ha apretado si cabe un poco más, porque 560 CV (552 HP; 412 kW) pueden no ser suficientes para algunos.
Así, el M5 30 Aniversario desarrolla un par motor de 700 N·m (516 lb·pie). Con semejante potencia, según el fabricante acelera de 0 a 100 km/h (62 mph) en 3,9 segundos, siempre y cuando sea capaz de transmitir toda la potencia al asfalto, siendo uno de los puntos débiles del M5.
Identificarlo es fácil. Basta con ver las cuatro salidas de escape en la trasera pintadas en color negro, las branquias laterales también en negro con la inscripción "30 Jahre M5", al igual que en los respaldos de los asientos.
También el volante va forrado en Alcantara, lleva los frenos carbono-cerámicos de serie y los riñones del frontal van perfilados también en color negro, dándole así al conjunto un aspecto si cabe más agresivo que el del modelo de serie.
Con este modelo, el fabricante no solamente conmemora el 30 Aniversario de su berlina más deportiva, sino que además lanzan al mercado el BMW más potente de la historia, al menos hasta ese momento.

### Especificaciones
| Variantes                             | Estándar                                | Competition Edition y 30 Jahre          |
| ------------------------------------- | --------------------------------------- | --------------------------------------- |
| Alimentación                          | Inyección directa biturbo               | Inyección directa biturbo               |
| Diámetro x carrera                    | 89 x 88,3 mm (3,50 x 3,48 pulgadas)     | 89 x 88,3 mm (3,50 x 3,48 pulgadas)     |
| Relación de compresión                | 10,0:1                                  | 10,0:1                                  |
| Potencia máxima                       | 560 CV (552 HP; 412 kW) @ 6000-7000 rpm | 600 CV (592 HP; 441 kW) @ 6250-6500 rpm |
| Par máximo                            | 680 N·m (502 lb·pie) @ 1500-5750 rpm    | 700 N·m (516 lb·pie) @ 1500-6000 rpm    |
| Límite de régimen (línea roja)        | 7200 rpm                                | 7200 rpm                                |
| Capacidad del depósito de combustible | 80 litros (21,1 galAm)                  | 80 litros (21,1 galAm)                  |
| Emisiones de CO2                      | 232 g (8,2 onzas)/km                    | 231 g (8,1 onzas)/km                    |
| Aceleración de 0 a 100 km/h (62 mph)  | 4,3 segundos                            | 3,9 segundos                            |

| Tipos            | 1.ª   | 2.ª   | 3.ª   | 4.ª   | 5.ª | 6.ª   | 7.ª   | Reversa | Final |
| ---------------- | ----- | ----- | ----- | ----- | --- | ----- | ----- | ------- | ----- |
| M-DKG Drivelogic | 4,806 | 2,593 | 1.701 | 1,277 | 1   | 0,844 | 0,671 | 4,172   | 3,15  |
| Manual (EE. UU.) | 4,055 | 2,396 | 1,582 | 1,192 | 1   | 0,872 |       | 3,677   | 3,154 |

## F90 M5 (2017–presente)

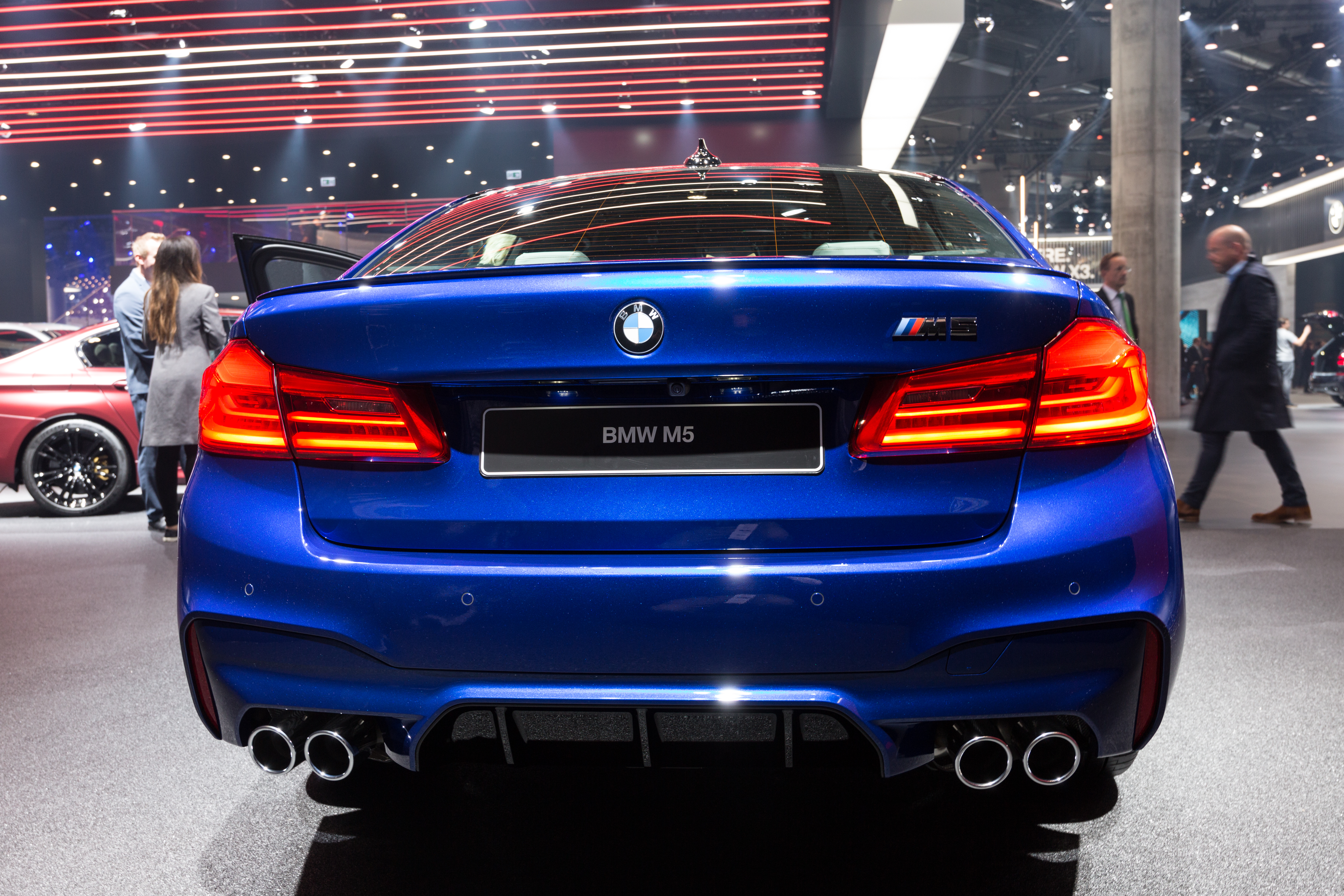
Vista trasera en el Salón del Automóvil de Fráncfort de 2017.

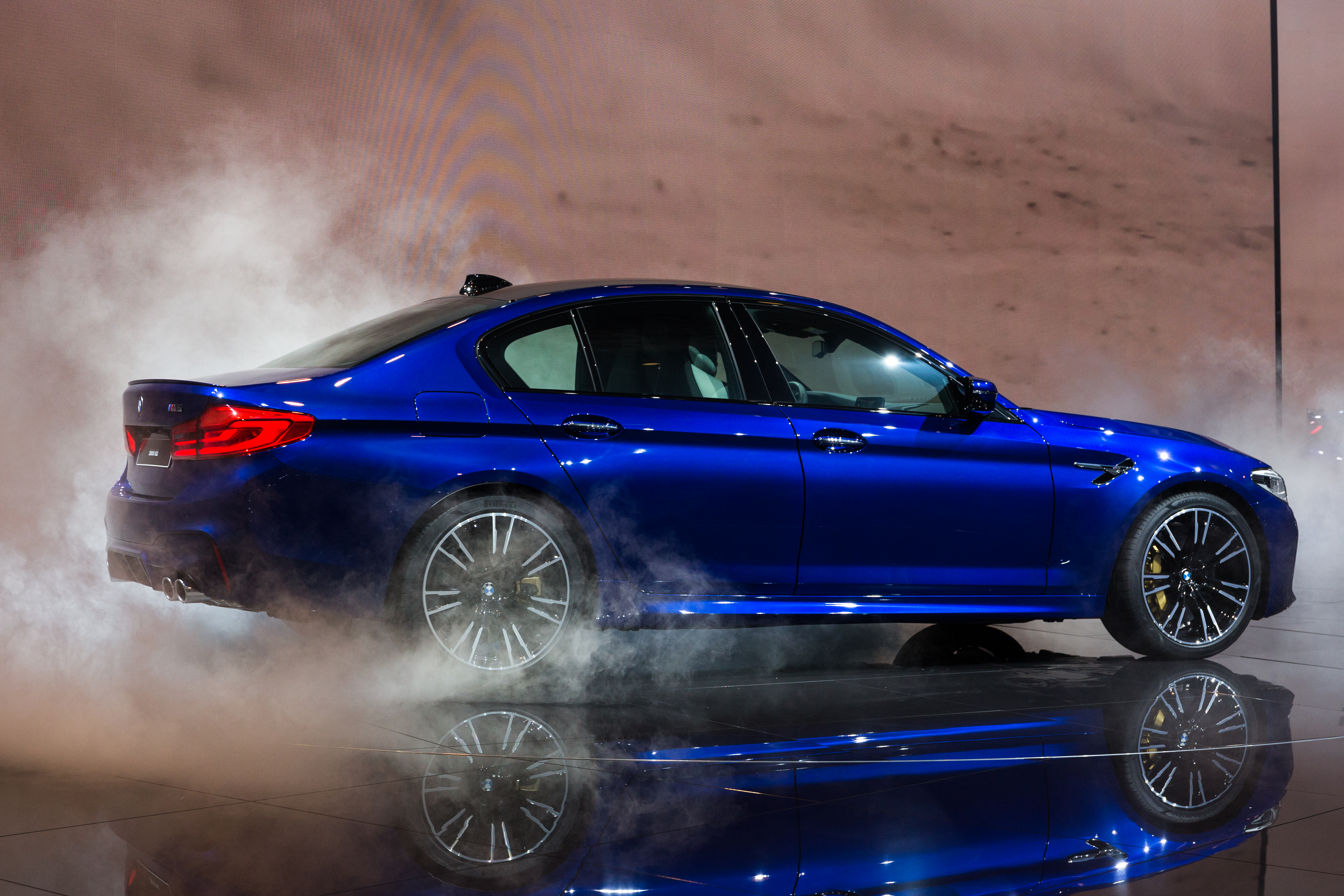
Vista lateral.

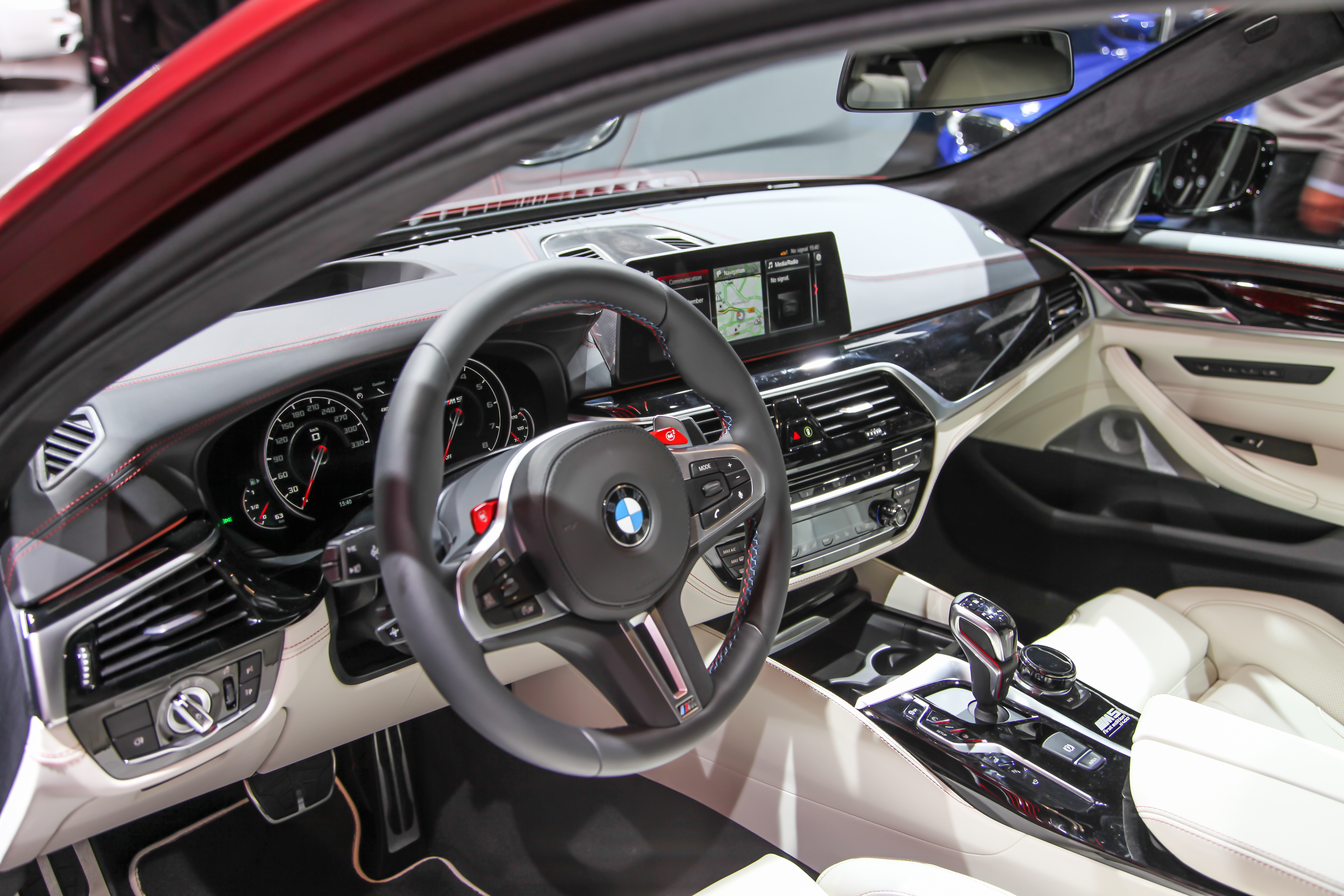
Habitáculo interior del F90 First Edition (Primera Edición).

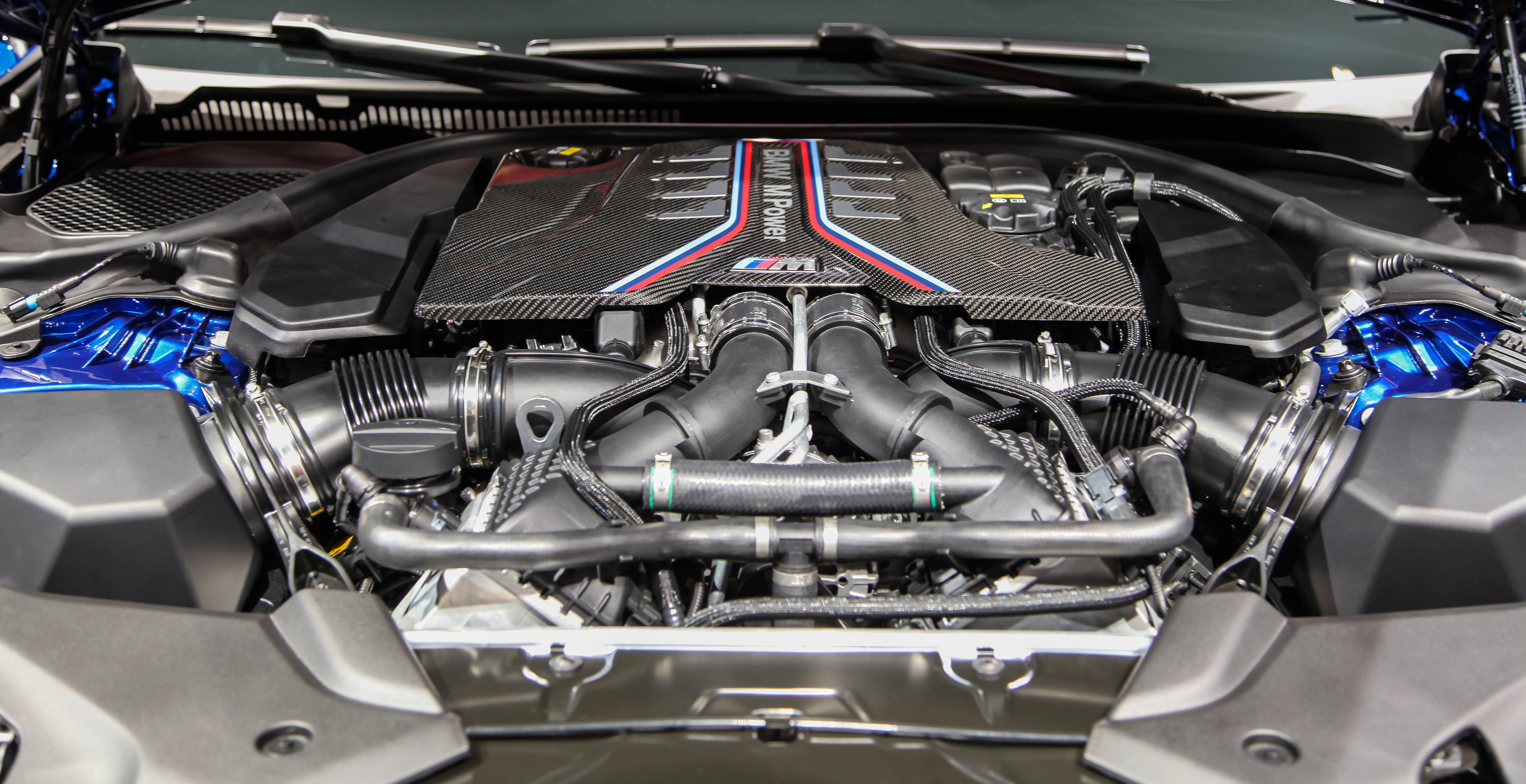
Motor del F90 2017 First Edition.

La sexta generación del M5 toma el mismo motor V8 M TwinPower biturbo que el de la edición especial 30 aniversario del F10 M5, el cual desarrolla 600 CV (592 HP; 441 kW) de potencia y un par máximo de 750 N·m (553 lb·pie), con una aceleración de 0 a 100 km/h (62 mph) en 3,4 segundos.
Su imagen exterior adopta la nueva imagen de la Serie 5, pero la sublima con un concienzudo trabajo aerodinámico en el frontal, bajos y difusor trasero. Al tratarse del más reciente, es obvio que en prestaciones, lujo, comportamiento y tecnología, es el mejor de toda la familia M5 y aunque para muchos, la tracción total y el motor sobrealimentado sean una traición al espíritu de la saga, aunque lo cierto es que sus cifras son las mejores.
Fue presentado en el Salón del Automóvil de Fráncfort un par de semanas antes de que terminara el mes de agosto de 2017. Además del poderoso motor V8, prescinde en esta ocasión de la caja de cambios de doble embrague y siete velocidades que montaba el M5 saliente, en favor de un nuevo cambio Steptronic de ocho relaciones y no pareciera que se pudiera ofrecer una transmisión manual, como ya ocurría con el anterior, aunque sí se ofrecía una versión manual en Estados Unidos.
El aumento de potencia casi obligatorio se daba por hecho, pero lo que no eran tan evidente es si BMW M mantendría la configuración de tracción trasera o bien, optaría por un esquema de tracción a las cuatro ruedas, como finalmente fue el caso. Se llama M xDrive y prometía buenas dosis de eficacia. Esto último gracias a que el sistema de tracción integral ofrecía tres modos de funcionamiento: Uno normal o 4WD, de cuatro ruedas motrices, un segundo llamado 4WD Sport que permite un mejor desempeño y mantiene la máxima eficacia; y un último 2WD, que básicamente envía la fuerza exclusivamente al tren trasero.
Sus principales características estéticas exteriores, presentan una parrilla negra con contornos cromados, nuevo paragolpes con mayores entradas de aire, llantas específicas M, frenos carbono-cerámicos con pinzas de color dorado en opción, seguramente, cuatro salidas de escape traseras, difusor de color negro o un sutil spoiler en la tapa del maletero, entre otras.
Su motor V8 biturbo podría tener una cifra de potencia bastante superior, aunque se combina con una caja de cambios M Steptronic de ocho marchas. Además, el llamado sistema de tracción integral M xDrive busca ofrecer la máxima eficacia, sin perder la diversión, por lo que están disponibles varios modos: 4WD, 4WD Sport y 2WD, incluido uno que manda todo el poderío del motor al tren trasero, para recuperar el carácter clásico del modelo en el momento que se quiera.
Presenta un sonido característico este nuevo M5 F90 con los escapes M Performance fabricado en titanio con salidas en fibra de carbono, presentados en el SEMA Show de Las Vegas de 2017, que se ha convertido en una pieza fundamental en los vehículos de altas prestaciones como este, porque se estrena en la gama BMW M el botón específico para activar el modo más deportivo de los tubos de escape M Performance, independientemente del modo de gestión de motor que se lleve seleccionado. Hasta ese momento, ningún BMW M permitía configurar el sonido de forma independiente al modo de conducción como ya se podía hacer en los Audi R8 o en los Mercedes-AMG, pero desde ese momento ya era posible.
Aunado a lo anterior, el fabricante de escapes Akrapovič ofrece una opción con más potencia, menos peso y un sonido abrumador, gracias al nuevo escape Evolution. Con este nuevo escape Akrapovič Evolution Line de titanio desarrollado en exclusiva para el M5 F90, consigue mejorar las prestaciones en unas cifras que distan mucho de las del producto original. Suprimiendo la línea completa e instalando la del especialista esloveno, se consigue una reducción de 9,4 kg (20,7 libras) de peso o un 32,6% menos y, al mismo tiempo, un incremento de 11,13 CV (8,19 kW) y 21,3 N·m (15,7 lb·pie) de par motor.
Con esto último, alcanza tras el tratamiento de Akrapovič los 611 CV (603 HP; 449 kW) y 771,3 N·m (568,9 lb·pie) de par motor, además de acompañarlo con una melodía en forma de bramido metálico, regulable mediante una válvula controlada por mando a distancia.
En esta sexta generación, las diferencias respecto al Serie 5 son más evidentes: musculosos paragolpes con unas entradas de refrigeración más extensas, aletas ensanchadas para alojar unas vías más amplias, la delantera con las branquias típicas de los coches nacidos en Garching y firmados por BMW M GmbH; nuevas nervaduras en el cofre, retrovisores específicos M, alerón en la tapa del maletero y difusor escoltado por dos salidas dobles; y lo mejor de todo ello es que viene de serie, sin recibir ninguno de los accesorios M Performance.
En su interior, los ajustes son excelentes y la calidad, tanto percibida como al tacto, es excelente. Combina materiales nobles como Alcantara, cuero con pespuntes en diferente color, fibra de carbono, aluminio y plásticos en negro piano sin que alguno de ellos desentone. Se suman la pantalla del sistema de infoentretenimiento, que permite el control mediante gestos y que está alojada en la parte superior de la consola; el cuadro de instrumentos digital, que ofrece una compuestísima información; y los botones táctiles del sistema de climatización, también con un apoyo digital.
El volante de tres radios es demasiado grueso, aunque su diámetro es perfecto. La calidad de su piel y el diseño y tacto de sus levas hacen que dirigir está máquina sea todo agrado. Tiene pespuntes con los colores de BMW M y dos botones rojos M1 y M2, con los que se puede guardar dos personalizaciones individualizadas de los parámetros del vehículo. Además, por su ergonomía, sujeción y diseño, sus asientos tapizados en piel perforada saben cómo sujetar el cuerpo en las curvas, pero también el no fatigarlo gracias a su confort y sin encender la función de masaje, que la tienen. Los pasajeros de las plazas traseras pueden viajar cómodamente porque tienen un espacio holgadísimo para las rodillas y más que suficiente para la cabeza, ya que personas con altura de 1,78 m (5,8 pies) les separan del techo cinco dedos. Respecto a la central, es bastante amplia para lo que le suele corresponder a este tipo de banquetas y la dureza del respaldo debido al apoyabrazos con posavasos integrado. Y para los viajes largos, cuenta con un maletero de 530 L (18,7 pies cúbicos) de carga baja, pero de formas irregulares que no facilitan el aprovechamiento del espacio.
Una vez seleccionados los parámetros más accesibles, gracias a los cuales se puede afirmar que su amortiguación absorbe bien las irregularidades de la calzada, que su dirección facilita los virajes, sobre todo en ciudad, puede moverse con una media de 10,6 L/100 km (9,4 km/L; 22,2 mpgAm), que se considera como algo sensacional para el rendimiento de su motor y el peso de la berlina, por lo que se podría optar por los ajustes más radicales. Sus emisiones de CO2 son de 241 g (8,5 onzas)/km.
Las modificaciones en el sistema de admisión y la presión de inyección en sus turbos se nota, sobre todo en los impresionantes 750 N·m (553 lb·pie) que entrega desde las 1800 rpm y hasta las 5600 rpm, pero la clave de su aceleración la tiene su tracción total permanente, porque es el primer M de la historia en montar este tipo de tracción. Si se quiere redondear las curvas, también se tiene la posibilidad de optar al pulsar un botón, por un 4×4 que permite un cierto deslizamiento del eje posterior o por el 4×2, que se convierte en un vehículo de propulsión y también desconecta el control de estabilidad, que solamente se aconsejo hacer en circuito.
Otra modificación que ha ganado respecto a la generación anterior, es su cambio de doble embrague de siete velocidades que ha dado paso al M Steptronic, de convertidor de par de ocho relaciones que sigue subiendo y bajando hierros velozmente, pero ahorrando a los pasajeros la brusquedad que caracterizaba al anterior. Ya sea tocando las levas o desde la palanca, la transmisión recibe las órdenes y las ejecuta sin dudar en un abrir y cerrar de ojos.
Con todo lo anterior y a pesar de sus 1930 kg (4255 libras) se mueve de forma ágil, lo que permite a este vehículo de casi cinco metros que haya conseguido recorrer Nürburgring en un tiempo de 7:38.92.
La dirección pone al coche donde se quiere y sus frenos, que se encargan de detener este vehículo de casi dos toneladas, peso inferior al de sus rivales gracias a acertadas soluciones como su techo en plásticos reforzados con fibras de carbono, cumplen sin mayor problema al tratarse de carbono-cerámicos, como indican sus pinzas doradas de seis pistones delante y uno detrás, pero que además de no acusar fatiga alguna, también reducen el peso del conjunto en 23 kg (50,7 libras).

### M5 Competition

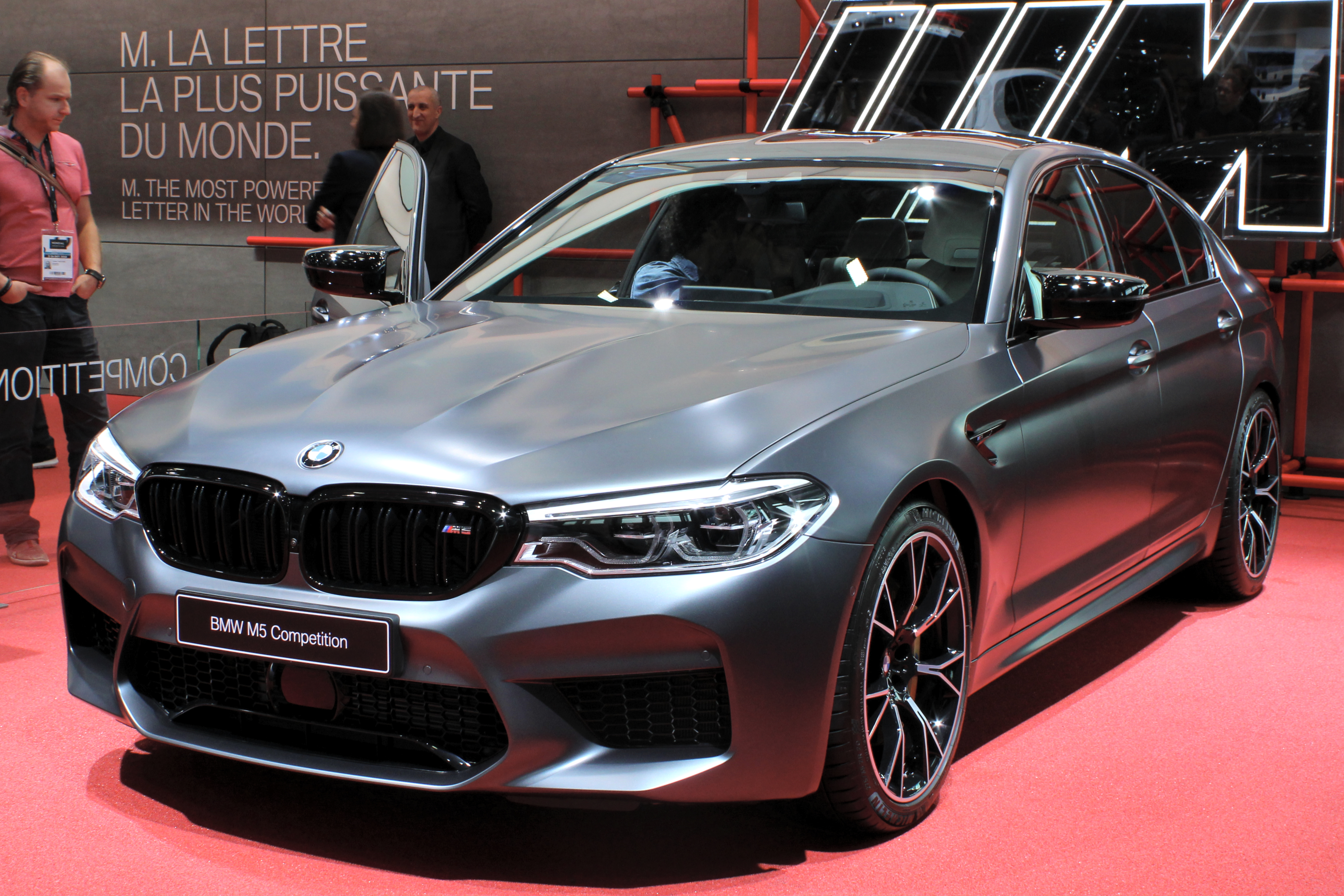
En el Salón del Automóvil de París de 2018.

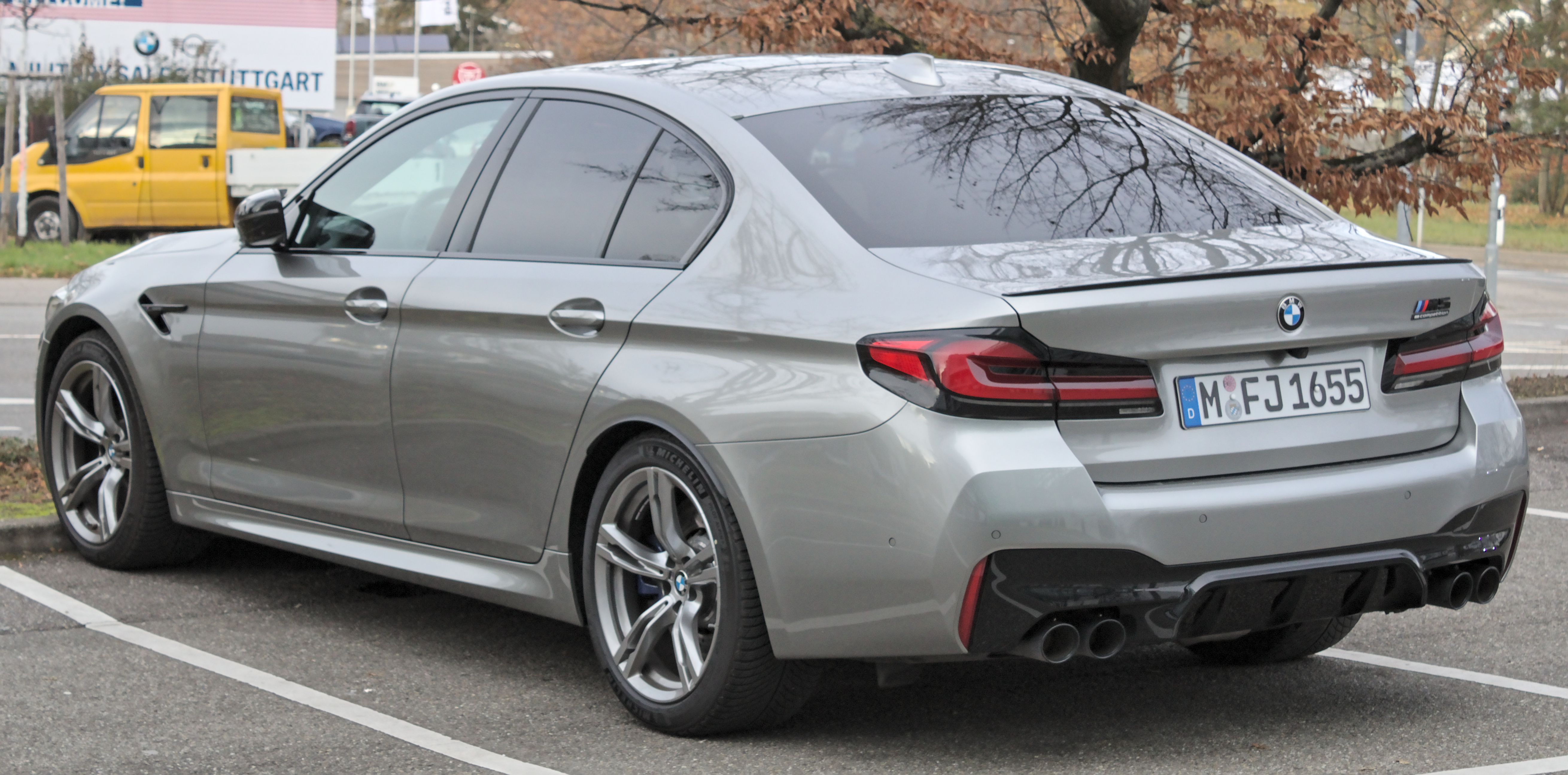
Vista trasera 3/4 en Stuttgart-Vaihingen an der Enz, en 2020.

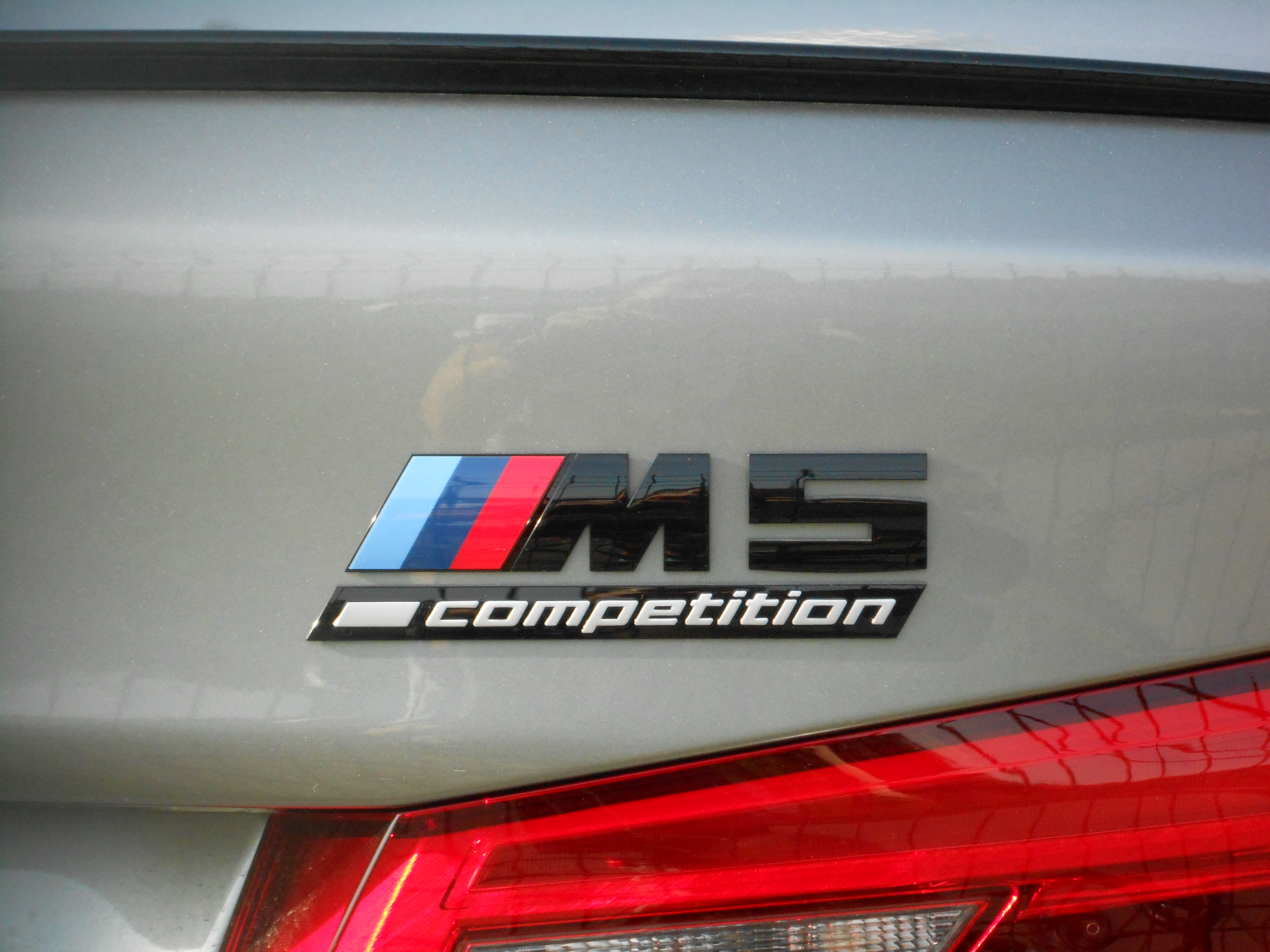
Logotipo en el maletero.

El nuevo sedán de alto rendimiento BMW M5 Competition tiene un consumo de combustible combinado de 10,8 L/100 km (9,3 km/L; 21,8 mpgAm) y unas emisiones de CO2 combinadas de 246 a 243 g (8,7 a 8,6 onzas)/km, combinando un rendimiento supremo y su aura de exclusividad con la practicidad de uso diario.
Ofrece un aumento de potencia de 25 CV (25 HP; 18 kW) respecto a la versión estándar para un total de hasta 625 CV (616 HP; 460 kW) a las 6000 rpm, mientras que el par máximo es de 750 N·m (553 lb·pie) y se puede disfrutar en un rango de revoluciones extremadamente amplio: de 1800 a 5800 rpm, una banda ampliada en 200 rpm con respecto a la versión estándar del nuevo BMW M5, con una respuesta todavía más directa y un chasis configurado a medida que aseguran una experiencia de conducción inspirada en la competición.
La entrega de potencia única reduce el tiempo de aceleración de 0 a 100 km/h (62 mph) a solamente 3,3 segundos. Además, consigue acelerar de 0 a 200 km/h (124 mph) en 10,8 segundos, tres décimas más rápido que en la versión estándar.
La especificación estándar para el nuevo M5 Competition incluye un sistema de escape M Sport específico con embellecedores del tubo de escape en cromo negro, cuya versión de doble tubo controlado por válvulas, genera una banda sonora prominente y destacada. Además, la adición de un filtro de partículas permite una mayor reducción de las emisiones.
Presenta un soporte del motor específico, que tiene un impacto notable en el rendimiento dinámico del conjunto, con algunos aspectos modificados y unos muelles más rígidos. La conexión más firme del propulsor a la estructura del vehículo es claramente perceptible, lo que se traduce en una respuesta más directa del motor y en la transferencia inmediata de su potencia a la transmisión. También entra en las curvas de forma notablemente más directa y precisa, gracias al soporte más rígido.
La interacción entre los sistemas M xDrive y el Diferencial M Activo, controlada centralmente, es en gran parte responsable de canalizar la notable potencia del motor a las ruedas sin pérdidas en el proceso. La orientación hacia el tren trasero del sistema M xDrive es otro factor que contribuye a la tremenda agilidad de esta berlina de alto rendimiento. Además, el modo de tracción trasera (2WD), permite una conducción en su forma más pura, sin sistemas de control que sujeten el coche.
Está equipado con una tecnología de chasis perfectamente ajustada al rendimiento de su motor. Las modificaciones realizadas aseguran una conducción precisa y controlable en cualquier circunstancia, incluso en situaciones de conducción extremadamente dinámicas. Además de bajar la altura del vehículo en siete milímetros, el ajuste del chasis específico de este modelo también incluye acertados ajustes en la suspensión de las ruedas, muelles y amortiguadores.
El aumento de las caídas de las ruedas del eje delantero mejora la capacidad del vehículo de absorber fuerzas laterales en curvas rápidas. Acoplar los extremos de los brazos de la suspensión con rótulas, en lugar de silentblocks (bloques silenciosos) de goma, ha dado como resultado un guiado todavía más preciso de las ruedas en el eje trasero. Y la nueva barra estabilizadora también tiene un índice de elasticidad más firme. En el eje delantero dispone de un soporte de la barra estabilizadora de nuevo diseño; y con los amortiguadores en los ejes delantero y trasero un diez por ciento más rígidos que en la versión estándar, se genera una conducción más firme, que también tiene un impacto positivo en la respuesta de la dirección. Además, unos amortiguadores auxiliares más cortos reducen la fluctuación de las cargas sobre las ruedas, como también lo hace el ajuste único del amortiguador hidráulico. De esta forma, la conexión directa del chasis con la transmisión se puede sentir también en el modo Confort. La selección del modo Sport activa la configuración de amortiguadores perfecta para probar en el circuito de Nürburgring Nordschleife, mientras que el modo Sport Plus se presta a una conducción ultra dinámica en circuitos.
Incluye unas llantas de aleación ligera M exclusivas con diseño de radios en "Y" en acabado bicolor, que están calzadas con neumáticos de tamaño mixto, en medidas 275/35 R20 pulgadas (50,8 cm) en el eje delantero y 285/35 R20 pulgadas (50,8 cm) en el trasero.
El acabado Shadow Line de alto brillo de BMW Individual, se complementa con el uso discreto del negro brillante para el borde de la parrilla con forma de riñón, la malla decorativa de las branquias BMW M en los paneles laterales delanteros, el embellecedor del parachoques trasero y las cubiertas de los espejos retrovisores exteriores. Otra característica especial son las manillas de puertas, que están pintadas en el color de la carrocería. El alerón trasero y la insignia de la tapa del maletero "M5", a la que se añade el anagrama "Competition", también vienen en negro brillante.
En el interior, los cinturones de seguridad negros vienen con un discreto patrón con líneas en los colores de BMW M GmbH, además de alfombrillas con la trama específica del modelo, así como el logotipo "M5", apuntan al carácter exclusivo. Otro identificador distintivo es el gráfico "M Competition" que aparece en el cuadro de instrumentos para dar la bienvenida al conductor mientras se lleva a cabo el arranque.
Durante 2018, el M5 Competition F90 se convirtió en el actor principal al ser auto de seguridad de MotoGP con sus 625 CV (616 HP; 460 kW), que es tan rápido que permite mantenerle el paso a las motocicletas de competición de dicha categoría, aunque sea durante solamente un par de curvas.

### Rediseño F90 LCI de 2020

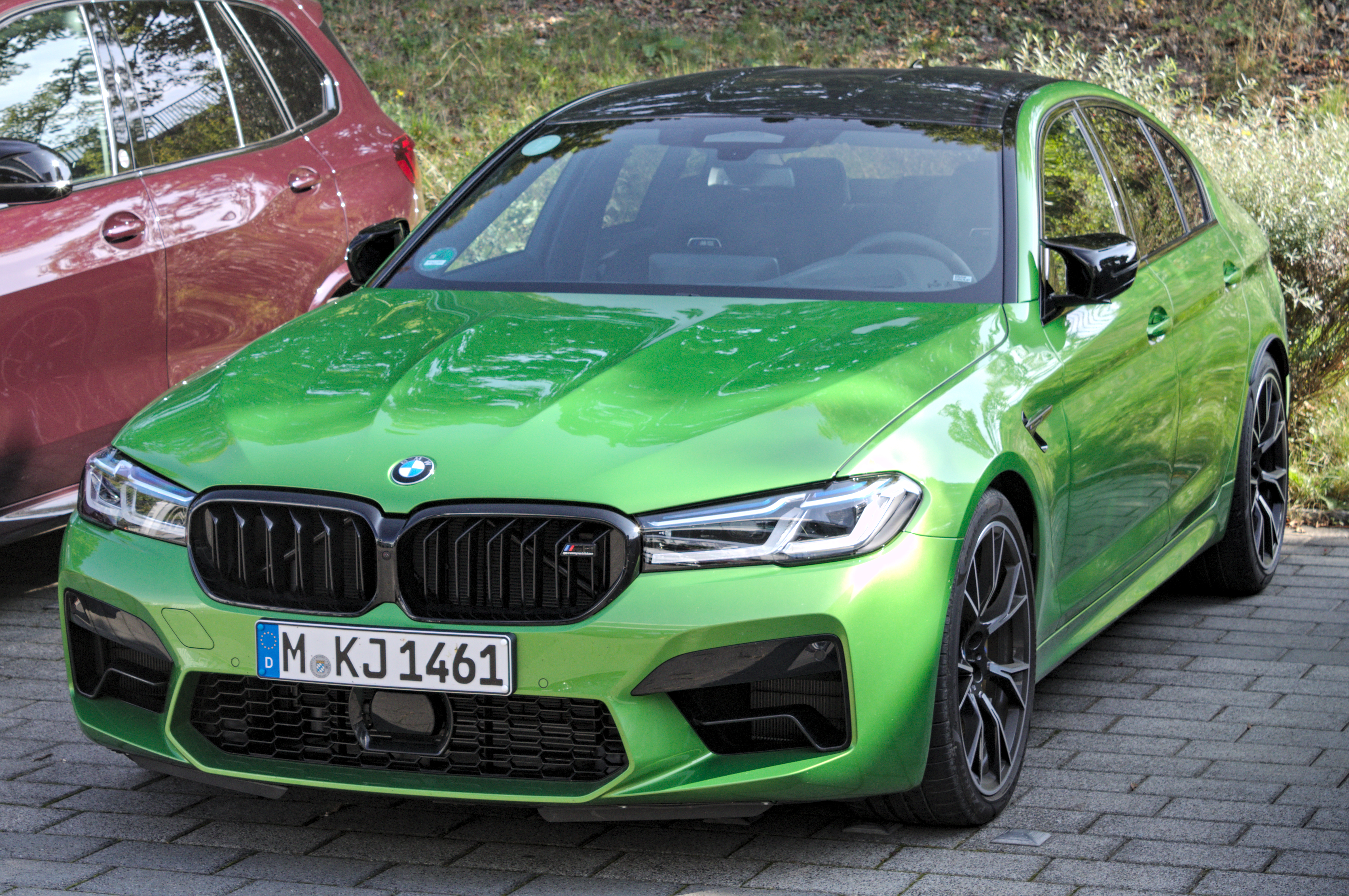
M5 Competition 2020 en Stuttgart-Vaihingen.

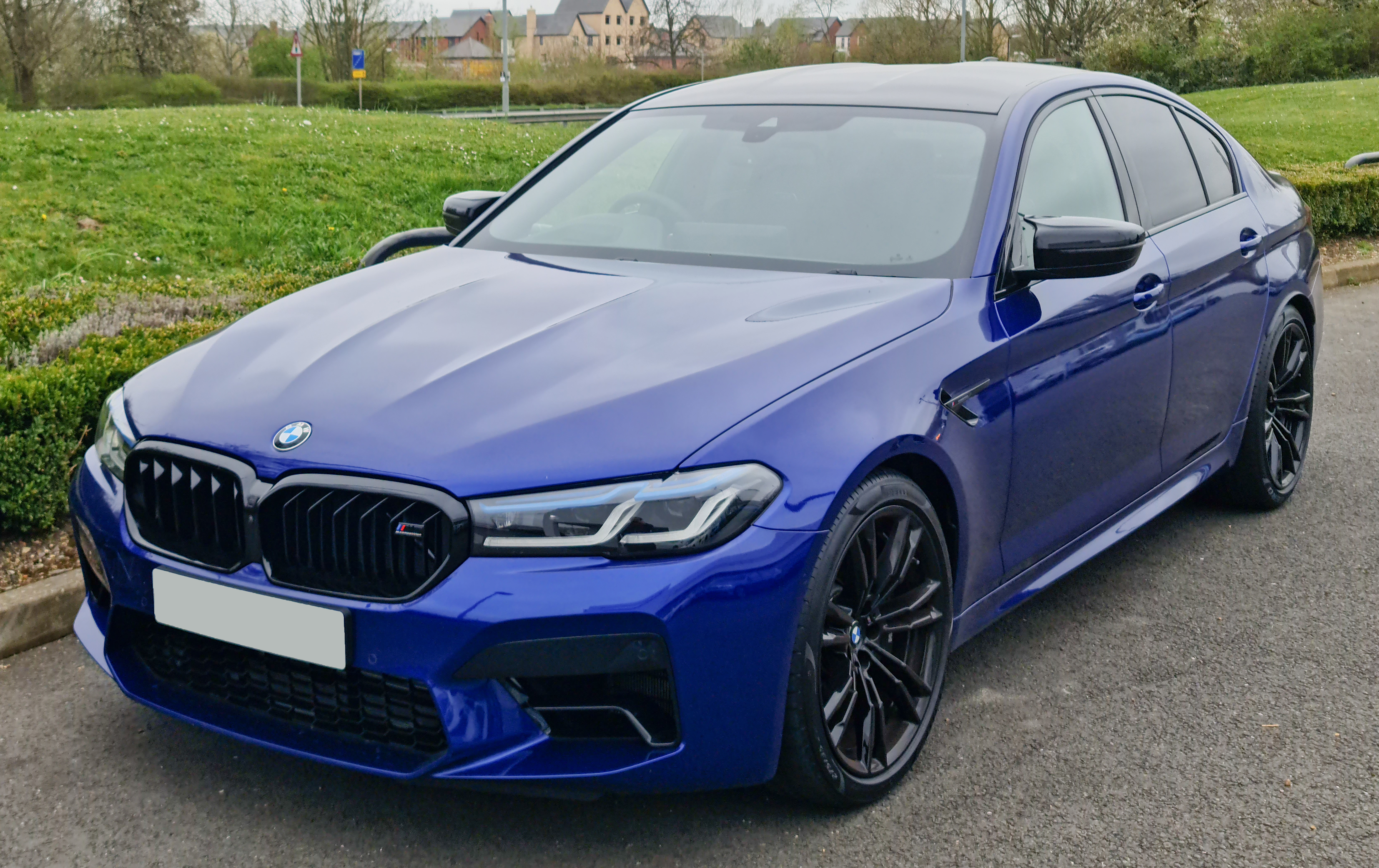
Rediseño 4.4 de 2021

Con su rediseño estilístico, concepto de control mejorado por expertos y la pantalla central ampliada a 12,3 pulgadas (31,2 cm), los nuevos M5 y M5 Competition, tienen un consumo de combustible combinado de 10,6 a 10,5 L/100 km (9,4 a 9,5 km/L) (22,2 a 22,4 mpgAm) y unas emisiones de CO2 combinadas de 242 a 239 g (8,5 a 8,4 onzas)/km, que combinan más eficazmente que nunca la inigualable usabilidad a diario de una berlina con el dinamismo de los deportivos de elevado rendimiento.
Con unos nuevos amortiguadores que proceden del M8 Gran Coupé y con una nueva puesta a punto del chasis, el M5 Competition ofrece una conducción y dinamismo al límite todavía mejores, combinados con unos niveles de confort superiores. Es siete milímetros más bajo que el M5 estándar e incluye ajustes específicos de suspensión y muelles.
Al igual que en la nueva gama de la Serie 5, la actualizada parrilla de doble riñón desciende más hacia el faldón delantero; su marco cromado está diseñado como una sola pieza que enmarca ambos elementos, que incorporan barras dobles M específicas y el distintivo M. El faldón delantero rediseñado tiene un contorno más audaz y tomas de aire a los lados de mayores proporciones, mientras que la gran entrada de aire central exhibe una forma hexagonal e incorpora el radiador de aceite junto al sensor de radar para el control de crucero adaptativo (ACC).
Los nuevos contornos de luz en forma de “L”, que se dibujan en estrechas líneas hacia el riñón de la parrilla, añaden dinamismo a los nuevos faros led. La opción por primera vez de los faros en Shadow Line BMW Individual añade un tono de color oscuro a los faros led adaptativos y a la luz láser de BMW. Los pilotos traseros de led aportan un efecto tridimensional y proporcionan una nueva visión de la típica forma en “L” de BMW con su característica firma lumínica.
El nuevo concepto de control con dos botones en la consola central, procede del M8. El botón de M Mode permite cambiar rápidamente entre los ajustes ROAD y SPORT. El mando de configuración accede directamente al menú de la pantalla central, donde se puede seleccionar una configuración personalizada para las opciones de la cadena cinemática y el chasis. El M5 Competition además, ofrece el modo TRACK para experimentar en circuito una experiencia M sin filtros.
Las pinturas metalizadas Gris Brands Hatch y Rojo Motegi son nuevas, así como las BMW Individual Azul Tanzanita II metalizado, Rojo Aventurine II metalizado y Frozen Bluestone mate metalizado. El Champagne Quartz metalizado se ha rebautizado como Gris Alvit metalizado. Las llantas M de 20 pulgadas (50,8 cm) con radios dobles en Gris Orbit pulido, conocidas del M8, también estarían disponibles como opción. Los frenos compuestos M de serie se pueden pedir con pinzas pintadas en Negro de alto brillo o Rojo de alto brillo, como alternativa al acabado azul ya existente.

### M5 CS
Un nuevo BMW M5 CS ha estado en acción desde el inicio de la temporada 2021 en Catar como uno de los coches de seguridad de MotoGP. Tiene un consumo de combustible combinado de 11,3 a 10,9 L/100 km (8,8 a 9,2 km/L) (20,8 a 21,6 mpgAm) bajo ciclo WLTP y unas emisiones de CO2 combinadas de 257 a 248 g (9,1 a 8,7 onzas)/km también bajo el ciclo WLTP.
Este modelo de edición especial limitada, combina atributos de unas prestaciones sobresalientes con una apariencia exclusiva y lujosa y el motor V8 con 635 CV (626 HP; 467 kW), que lo convierten en el modelo más potente de la historia de BMW M. Acelera de 0 a 100 km/h (62 mph) en 3 segundos y de 0 a 200 km/h (124 mph) en 10,3 segundos. La velocidad máxima es de 305 km/h (190 mph) está regulada electrónicamente. El motor de altas prestaciones se combina con una transmisión M Steptronic de ocho velocidades con Drivelogic y utiliza el sistema de tracción total M xDrive, que también ofrece un modo 2WD para una conducción pura con propulsión trasera, para canalizar su potencia a la carretera.
Con el BMW M5 CS, BMW M GmbH se ha centrado en un diseño consistentemente ligero. El chasis también se ha adaptado al peso del coche, que es más ligero que el de otros modelos M5, con muelles reajustados en el eje delantero y trasero, y un control de amortiguación más refinado. El escape deportivo de acero inoxidable tiene cuatro salidas de escape sin adornos. Otras características son los frenos cerámicos de carbono M.
El aspecto lujoso y deportivo del M5 CS prosigue con más detalles tanto en el interior como en el exterior. El cofre, el difusor delantero, las tapas de los espejos retrovisores exteriores, el alerón trasero, el difusor trasero, la cubierta del compartimento del motor M Power y el silenciador de admisión están fabricados en plástico reforzado con fibra de carbono (CFRP). Algunos elementos presentan fibra de carbono a la vista. La excepcional experiencia de conducción a bordo del BMW M5 CS puede ser disfrutada por cuatro personas con asientos individuales: el conductor y el pasajero delantero en los asientos M Carbon y otros dos pasajeros más en los asientos traseros individuales. Los reposacabezas integrados con logotipos M5 iluminados para los asientos delanteros, muestran un contorno del legendario circuito de Nürburgring. La indicación de centrado con perforaciones en rojo en el volante de M Alcantara es un toque clásico de los coches de carreras; las levas del cambio son de fibra de carbono.
Además, goza de un peso inferior al M5 Competition con 70 kg (154,3 libras) menos, un chasis adaptado, control de amortiguación refinado para este coche y cojinetes de los trenes delantero y trasero reajustados. Tiene tracción M xDrive con posibilidad de transmitir toda la potencia al eje trasero si se desea y transmisión de 8 velocidades M Steptronic con Drivelogic.
Los detalles específicos incluyen llantas de 20 pulgadas (50,8 cm) en Gold Bronze y neumáticos Pirelli P Zero Corsa de diferentes dimensiones, frenos M carbono-cerámicos con pinzas en color rojo, parrilla de doble riñón con marcas en Gold Bronze, faros láser oscurecidos con luz diurna amarilla, cofre de fibra de carbono (CFRP) y elementos exteriores en fibra de carbono como el difusor frontal, carcasas de los retrovisores, difusor trasero y alerón M.

### Especificaciones
| Variantes                             | Estándar                             | M5 Competition                       | M5 CS                                |
| ------------------------------------- | ------------------------------------ | ------------------------------------ | ------------------------------------ |
| Alimentación                          | Inyección directa biturbo            | Inyección directa biturbo            | Inyección directa biturbo            |
| Sistema de lubricación                | Cárter húmedo                        | Cárter húmedo                        | Cárter húmedo                        |
| Capacidad del depósito de combustible | 68 litros (18,0 galAm)               | 68 litros (18,0 galAm)               | 68 litros (18,0 galAm)               |
| Diámetro x carrera                    | 89 x 88,3 mm (3,50 x 3,48 pulgadas)  | 89 x 88,3 mm (3,50 x 3,48 pulgadas)  | 89 x 88,3 mm (3,50 x 3,48 pulgadas)  |
| Relación de compresión                | 10,0:1                               | 10,0:1                               | 10,0:1                               |
| Potencia máxima                       | 600 CV (592 HP; 441 kW) @ 6700 rpm   | 625 CV (616 HP; 460 kW) @ 6000 rpm   | 635 CV (626 HP; 467 kW) @ 6000 rpm   |
| Par máximo                            | 750 N·m (553 lb·pie) @ 1800-5600 rpm | 750 N·m (553 lb·pie) @ 1800-5600 rpm | 750 N·m (553 lb·pie) @ 1800-5600 rpm |
| Consumo de combustible combinado      | 10,6 L/100 km (9,4 km/L; 22,2 mpgAm) | 10,8 L/100 km (9,3 km/L; 21,8 mpgAm) | 10,9 L/100 km (9,2 km/L; 21,6 mpgAm) |
| Emisiones de CO2                      | 241 g (8,5 onzas)/km                 | 243 g (8,6 onzas)/km                 | 257 g (9,1 onzas)/km                 |
| Aceleración de 0 a 100 km/h (62 mph)  | 3,4 segundos                         | 3,3 segundos                         | 3,0 segundos                         |